# Arte en España

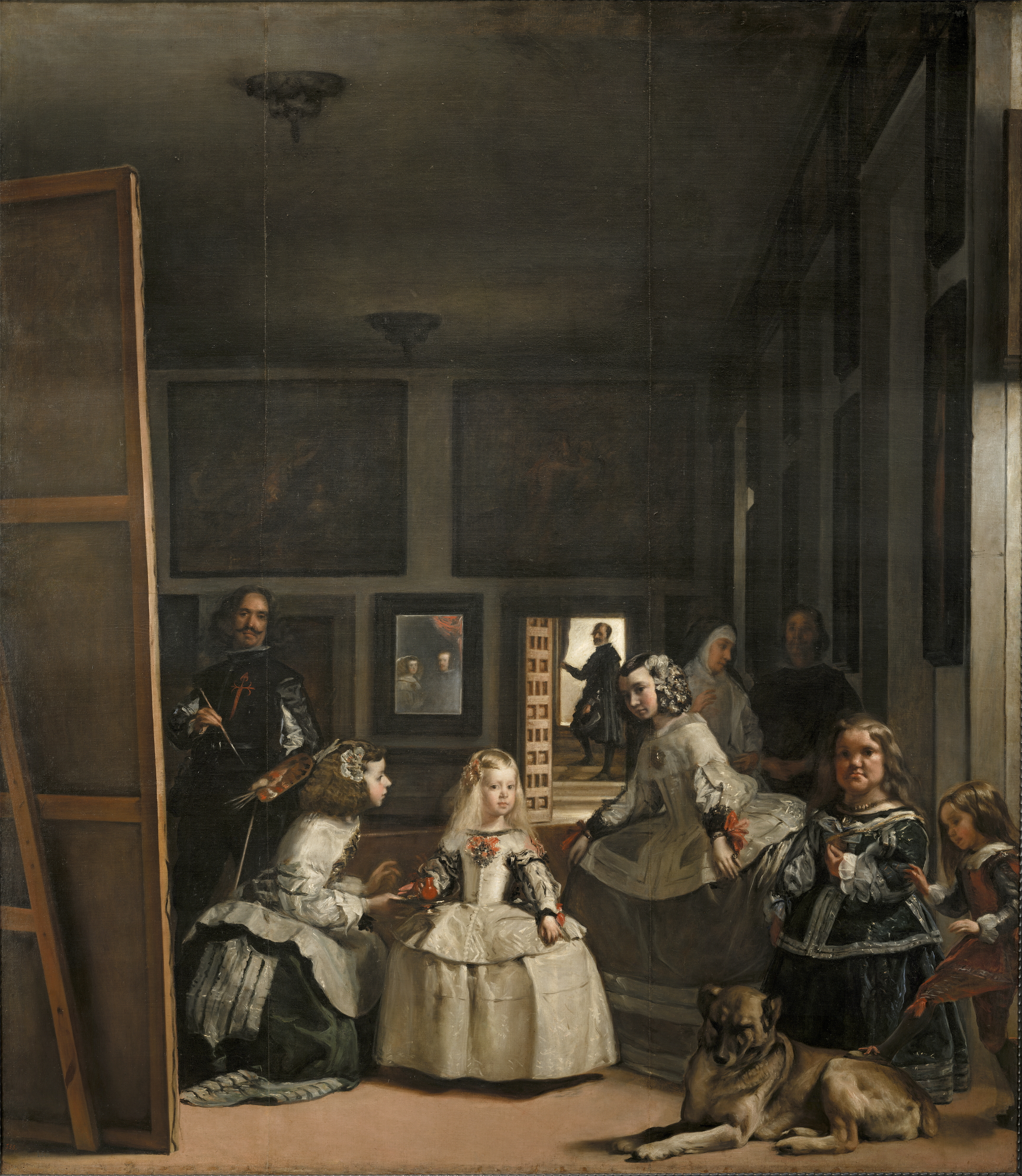
Las Meninas de Diego Velázquez, en el Museo del Prado, Madrid(España). Este cuadro es uno de los más representativos del arte español junto a la representación de El tres de mayo de 1808 de Goya y a otras obras de Velázquez, como La rendición de Breda (Las lanzas) o las hilanderas. Esta junto a las citadas anteriormente son una de las obras más destacadas y difundidas del arte en España

El arte en España se remonta a las primitivas aportaciones artísticas de los pueblos prehistóricos que poblaron la península hispánica (Altamira) además de sus restos arqueológicos en la protohistoria como ajuar funerario: vasijas, collares, diademas, etc. Y sus tumbas funerarias, como el tholos de la Edad del Bronce, como otro tipo de enterramientos en monumentos turriformes, en vasijas o esculturas de manos de los íberos. La influencia fenicio-púnica, griega, romana y finalmente la llegada de los pueblos germanos, fundamentalmente el visigodo y alguna influencia bizantina en Levante, determinaría, junto al cristianismo europeo, el arte español durante la Edad Media y hasta la actualidad.
En la España primigenia, es decir, Hispania, la riqueza cultural orientalizante (influenciando a los tartessos e íberos) y del norte (influenciando a la población celta del norte), fueron dos factores determinantes para el enriquecimiento del arte peninsular. El pueblo fenicio y púnico, con la llegada de los griegos más tarde dotaría de una influencia notable para el íbero más adelante.
Su riqueza cultural llegaría a su apogeo en el Siglo de Oro español (mediados del siglo XVI hasta mediados del siglo XVII), destacando figuras en la pintura como Diego Velázquez, El Greco, en la literatura; Francisco de Quevedo, Góngora, etc. Esta riqueza cultural que rebosa en sus pinturas, esculturas y edificios... además de plazas y calles de las ciudades españolas, es resultado sin duda de la simbiosis de la España cristiana (heredera de la visigoda) y de la islámica, que ha dotado de gran riqueza artística durante los siglos venideros.

## Arte prehistórico

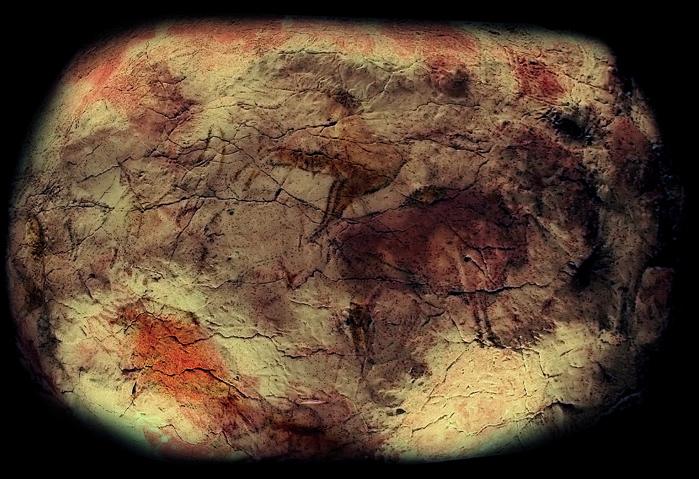
Pinturas rupestres en el techo de la cueva de Altamira

### Arte francocantábrico
En 1872 se descubre el arte paleolítico español, con las pinturas halladas en la cueva de Altamira, y posteriormente en otros lugares del norte de España, el suroeste de Francia y en sitios como Málaga también hallaron este tipo de pinturas. Además de las pinturas rupestres, se hallaron objetos artísticos con distintas funciones, simbologías y estética.
La religión empieza a surgir por aquel entonces, fruto de la necesidad a las posibles preguntas sin respuesta que se hacían. Así lo intenta demostrar la teoría sobre el objeto artístico que piensa que el hombre fabrica los objetos y pinta con una dimensión mágico-religiosa, es decir, que los animales son para estos humanos unos seres mágicos y divinos (animismo y totemismo) y los pintan para conseguir la magia simpática. Otra teoría piensa que por el contexto de perpetuidad de la especie va a dar unas características sexuales a los objetos. Una tercera y última teoría piensa en la concepción de hacer el arte por el arte, es decir, sin un pensamiento o fin abstracto que redunde en su bienestar o en los deseos de las personas de entonces, como podrían ser una abundancia de caza, mejora del tiempo, etc.
El carácter sagrado de esta época lo poseen las cuevas de esta época, donde pintan estos animales. También hay un marcado carácter sexual en sus representaciones. Dentro de la cueva hay pasillos que unen las diferentes cámaras. Se piensa que estas cámaras tenían un acceso restringido solo para los iniciados en esta primitiva.
El animal tiene que estar lo mejor representado posible para que la magia simpática se realice correctamente a su modo de entender, por lo que utilizan la policromía, para conseguir este realismo. Muchos animales aparecen acéfalos (sin cabeza) para quitarle simbólicamente la fuerza al animal, dada la relación que hacía el hombre del paleolítico: cabeza-fuerza. La magia simpática también se utiliza para los objetos de caza o placas, de donde sale el concepto de brujo artista, que confecciona los objetos con el fin de desarrollar esa magia.
La representación pictórica se hace mediante el silueteo de la figura del animal que más tarde se rellenará o puede que no, dependiendo del caso, con monocromía o policromía. Utiliza las manos para pintar pero también empezaron a utilizar pinceles. La pintura está realizada con tierras, óxidos y se utilizará un aglutinante (agua o grasa animal). Los colores que se emplearon fueron el negro, los ocres, rojizos y violáceos y más tarde se utilizaría también el blanco. El color dominante será el rojo y el negro en un segundo lugar. El rojo era un color mágico para ellos por su asociación a la sangre y ésta con la vida. En el paleolítico las figuras se dan aisladas, en ocasiones se dará la superposición de pinturas.

### Arte levantino
Los pobladores de la península (10 000-6500 antes del presente), debido al cambio climático y a la desaparición de la caza mayor, emigraron a la costa levantina y las serranías interiores. Se dio una evolución del ser humano en su forma de pensar. La forma de vida más fácil y la benevolencia climática hizo que el hombre evolucionara en su pintura haciendo sus santuarios en el exterior en pequeños abrigos de roca. Los últimos cazadores un pensamiento abstracto. En aquel momento el ritual empezaba a ser más importante que el sistema religioso animista. En la pintura se empezó a representar al hombre frente a la policromía anterior. En ese momento fundamentalmente se da la monocromía. El color negro era el predominante junto al rojo, y raramente se daban los ocres y blancos.

### Pintura esquemática

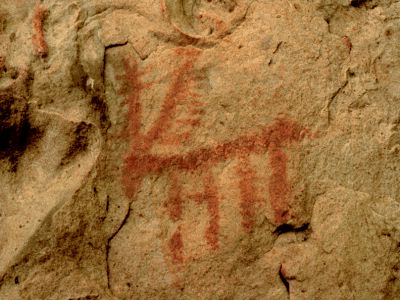
Ciervo esquemático

Este tipo de pintura se da entre el 2000 y el 1500 a. C. Frente al naturalismo exterior se llega mediante la abstracción a la representación de figuras filiformes (en forma de hilo). Se empiezan a ver figuras de carácter narrativo antropomorfas y de animales formando en grupo. Frente a los animales de menos tamaño aparece la figura humana tendente al esquematismo. El hombre no aparece con atributo alguno y la mujer aparece con faldas.
Se da un fuerte cambio en la economía comenzando las recolecciones y comienzan a acumular excedentes... Hay un cambio en la mentalidad religiosa acercando el santuario al hombre.
La zona más importante es el sureste peninsular, la actual Murcia, Almería, Albacete... que es un cruce de caminos: norte-sur; este-oeste. Empieza una influencia mediterránea venida de oriente y de occidente por el mar.
Se comienza a representar al toro con una cornamenta parecida al creciente lunar, representa la fertilidad y la fecundidad. El toro es un símbolo común en la cultura del mediterráneo, desde Grecia a España. El toro es el elemento fertilizador de la luna (madre tierra), con ello pensaban que gracias al toro iba a haber abundantes cosechas, por lo que este animal poseía un carácter sagrado.
La pintura evolucionará desde símbolos hasta pictogramas, dotando a los dibujos de más significado y una estandarización de los dibujos para agilizar la comprensión de estos. Donde se representan las pinturas se considera un auténtico santuario. Los abrigos ya no están a grandes alturas lejanos del hombre, sino más cercanos a éste. Se dan representaciones de figuras alteriformes (con forma de pesa) y a formas de mago. Existe una posible influencia egipcia del dios Sol. Representan ídolos placa con forma testiforme, con sentido de protección. Le dan importancia a los ojos, que es lo esencial del hombre. Hay representación de triangulares para la representación del hombre y de cérvidos.
Se representan danzas rituales con sentido religioso de fertilidad. Las figuras son esquemáticas con unos trazos muy seguros. Aparecen hombres vestidos con gorros y llevando escudo, lanzas y bastones. El color rojo será el más importante de este periodo. Seguirá también la dicotomía masculina y femenina.

### Megalitismo

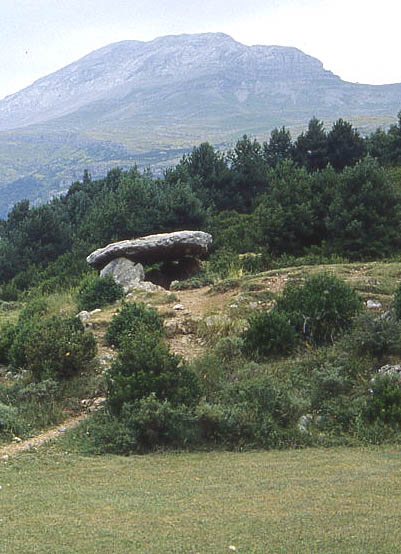
Dolmen en Tella (Huesca)

Como en el resto de Europa, el megalitismo también se dio en España. Se dio por el pensamiento metafísico del más allá, donde el hombre empieza a pensar y a preguntarse sobre su destino tras la muerte.
Los menhires tienen la forma de montaña primigenia y son sagrados. Por ellos, se piensa que pensaban, fluía energía vital y también que unían las tres esferas cósmicas: el infierno, la tierra y el cielo. Otra forma de representar esto serán los zigurat y las pirámides en otras culturas. La evolución del menhir da lugar a la creación de dólmenes, que es un espacio envolvente, que se puede empezar a denominar arquitectura debido a la intervención del hombre para crear ese espacio que es sagrado y defiende de los demoniaco, además de ser una arquitectura vinculada a la muerte. También se hallan crómlechs que son un conjunto de menhires o dólmenes colocados en forma circular.
Otra construcción serán los sepulcros de corredor, que están compuestos de una cámara funeraria que está unida al exterior por un pasillo. Allí se dan enterramientos colectivos junto a un ajuar funerario para el más allá. Con este tipo de construcción creaban un espacio sagrado para los ancestros y protegido, donde se creaba el montículo y se enterraba con tierra formando una pequeña montaña. Irá evolucionando para construirse con piedras más pequeñas, salas totalmente circulares y una sala funeraria que tiene sentido de cúpula, con un sentido de cúpula celeste, siendo como un círculo de serpiente que se muerde la cola, concepto de eternidad hacia la que está tendiendo el pensamiento del hombre de la época. Más tarde evolucionarán, convirtiéndose en navetas, en las que existe sillería y arquitectura arquitrabada. También existe otro tipo de monumento funerario: el talallot que es más pequeño y de planta circular.
También se dará el taulot, que son tres grandes piedras, una en vertical sosteniendo a otra que se encuentra encima de esta en posición horizontal y otra en diagonal en forma de cuña para evitar que se caiga la piedra sustentada. Se construyen murallas que rodean a los monumentos para delimitar el espacio sagrado. Se barajan que la función de estos monumentos es doble:
- Para ofrecer alimentos a los dioses, que colocarían en la parte superior.
- Para poner un cadáver en la parte superior para que se descompusiese, a modo de putrefactorio. Otra teoría comenta que después de incinerado el cadáver se pondrían allí las cenizas para que se esparcieran.

## Arte protohistórico

### Arte tartésico

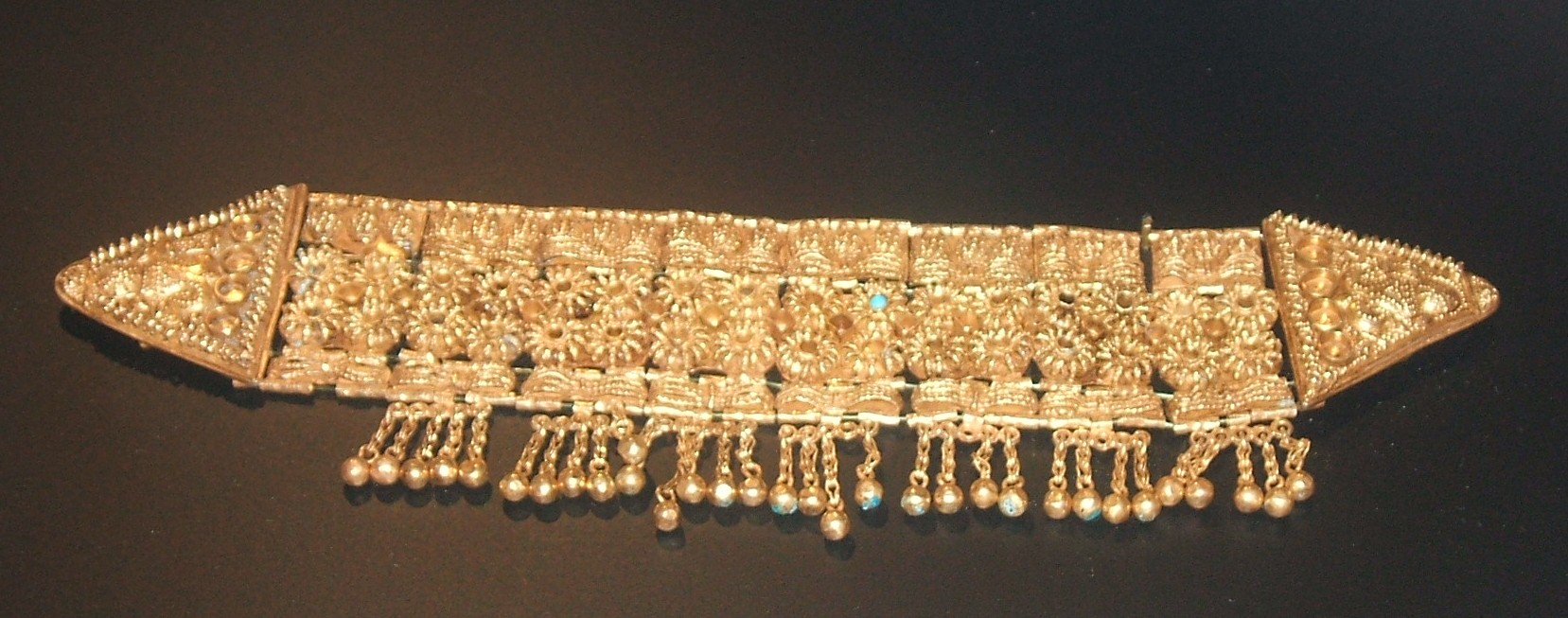
Diadema del tesoro de Aliseda

Se inicia con el mítico reino de Tartessos en el sur de la península, que se encontraba en torno a la desembocadura del río Tinto y ocupaba desde el Algarve hasta Jaén. Este reino se basaba en una potente economía basada en la agricultura, ganadería y comercio. La sociedad estaba completamente jerarquizada. Destaca como complejo arquitectónico Cancho Roano, que pudo ser un palacio-santuario y es el más importante del mundo tartésico. Se puede dividir en dos periodos: el geométrico y el orientalizante.
Nos han llegado una serie de objetos artísticos (candelabros, pebeteros...) que nos hacen ver los avanzado de su control de la metalurgia y la orfebrería.
Lo más característico del periodo orientalizante es el Tesoro de El Carambolo (un cinturón, brazaletes, pulseras...) realizado en oro puro. Forma parte de un ajuar funerario. Los objetos de este tesoro están trabajados con una técnica oriental, no aparece imagen alguna y se da un pensamiento de horror al vacío proveniente de oriente. Al estar dividió en bandas se aprecia claramente la técnica del repujado. Se da también el geometrismo que es netamente oriental.
Otro tesoro importante es el tesoro de Aliseda que posiblemente estuviera realizado en oriente. También es de oro y predomina la técnica de la filigrana y cincelado.

### Arte fenicio y púnico en España

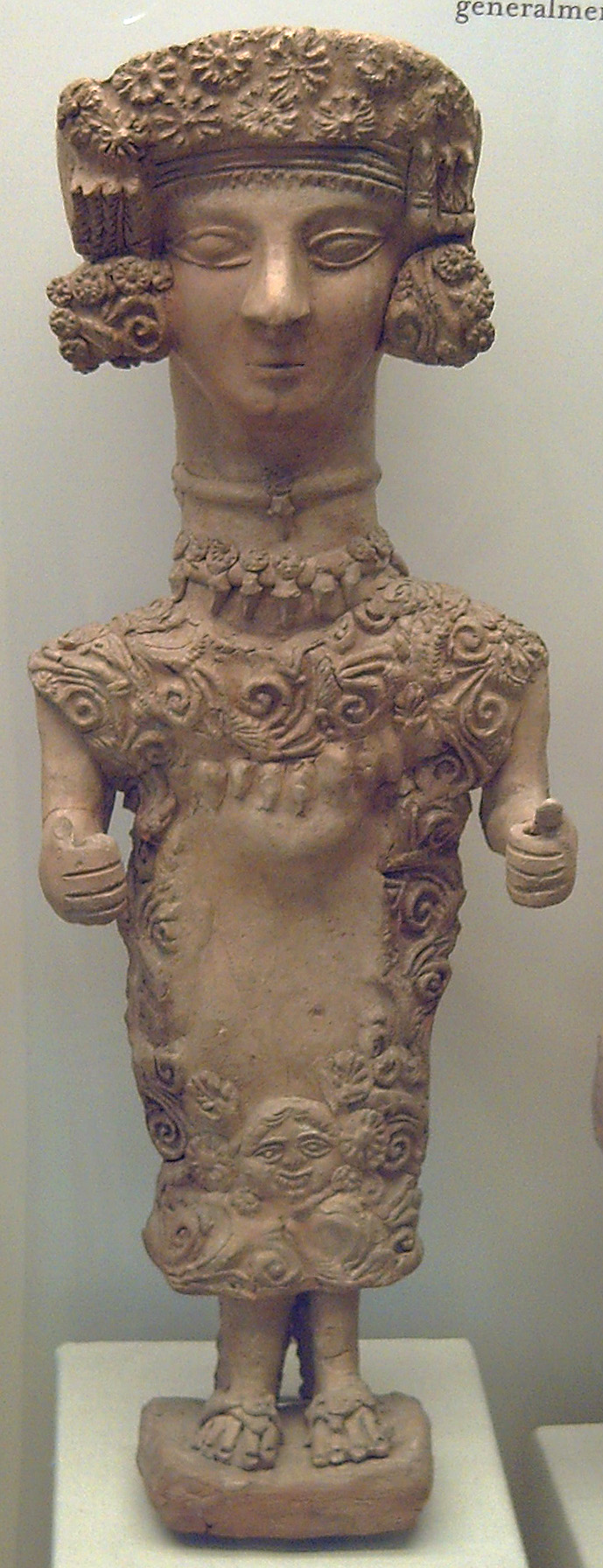
La dama de Ibiza

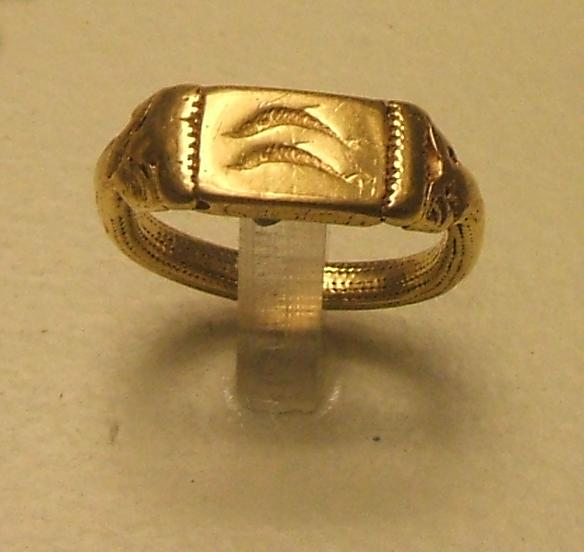
Anillo fenicio hallado en Cádiz

Los pueblos fenicios y más tarde los púnicos (cartagineses) crearon colonias en el norte de África y el sur de España por su riqueza minera, estas las sitúan a un día de distancia entre sí. La más importantes es Gadir por el trabajo de los metales y el salazón para la conservación del pescado.
En Gadir (Cádiz) se hallaron dos sarcófagos antropoides, uno masculino y otro femenino, lo que nos muestra que se enterraban de forma individualizada. Están influenciados por los sarcófagos egipcios, ya que lo que pretenden es mantener el ka para poder vivir en el más allá. Se da la influencia en el tallado del mundo griego. La parte más trabajada es la tapa, en la que se da un relieve que enfatiza la cabeza como elemento pensante: el sudario que cubre el cuerpo recuerda a la momificación egipcia pero, al contrario que en ella, los miembros están perfectamente retratados.
La mano derecha en el sarcófago masculino la tiene sobre el corazón lo que es elemento iconográfico que nos quiere dar a entender la balanza entre el bien y el mal que se hará para poder seguir en la otra vida. Se da un gran cincelado que da un claroscuro en la cabeza del sarcófago.
En el sarcófago femenino lleva en la mano derecha un pomo que simboliza la ofrenda a los dioses para que sea llevada al más allá. Los ojos son almendrados y mirando al horizonte, se da el geometrismo en el tratamiento del pelo.
Destaca el capitel fenicio de Galera que es un antecedente del jónico. También hay que destacar a la diosa de la Galera, hecha en alabastro, servía como recipiente para llevar a cabo las libaciones y forma parte del ajuar funerario. Se dan unos vestidos orientalizados. Tiene una íntima relación la ceja, la nariz y los ojos almendrados. Se da la ley de la frontalidad con la mirada distante. La diosa va descalza y lleva una túnica muy esquematizada. La mano deja de ser naturalista por ser excesivamente grande. La entronización muestra su clara tendencia oriental con dos impresionantes esfinges a sus lados que son símbolos de protección. Es similar la cara de la esfinge a la de la diosa.
En relación con la muerte se encuentra un tynaterium fenicio que es un vaso de perfumes púnico que pertenecía a los ajuares funerarios. Está perfectamente labrado. Aparecen cuatro dioses y la representación del árbol de la vida.
En Ibiza existen una terracota en la necrópolis de Puig del Molino. Se le llama la dama de Ibiza, es un producto púnico en relación con la muerte hecho por artistas autóctonos. Está hecho de arcilla de pequeño tamaño. Existe una desproporción entre los miembros y manto. Es una representación de una diosa de la fertilidad en disposición de orar. Va tocada con un gorro y una diadema. Tiene una serie de collares con figurillas que se repiten a lo largo del traje, estas tienen la función de pomos. Tiene un cuello largo. Se da también la ley de la frontalidad, con los ojos almendrados y la boca nos dan la sensación de mirada al más allá. Hay elementos florales continuamente por el miedo al espacio vacío proveniente de oriente. Hay que destacar que la figura de la parte inferior, grotesca de cuya boca salen dos calículos son una representación nuevamente del bien y el mal, dando a entender el vencimiento del mal y un bulto que sobresale que representa un gran corazón.

### Arte griego en España

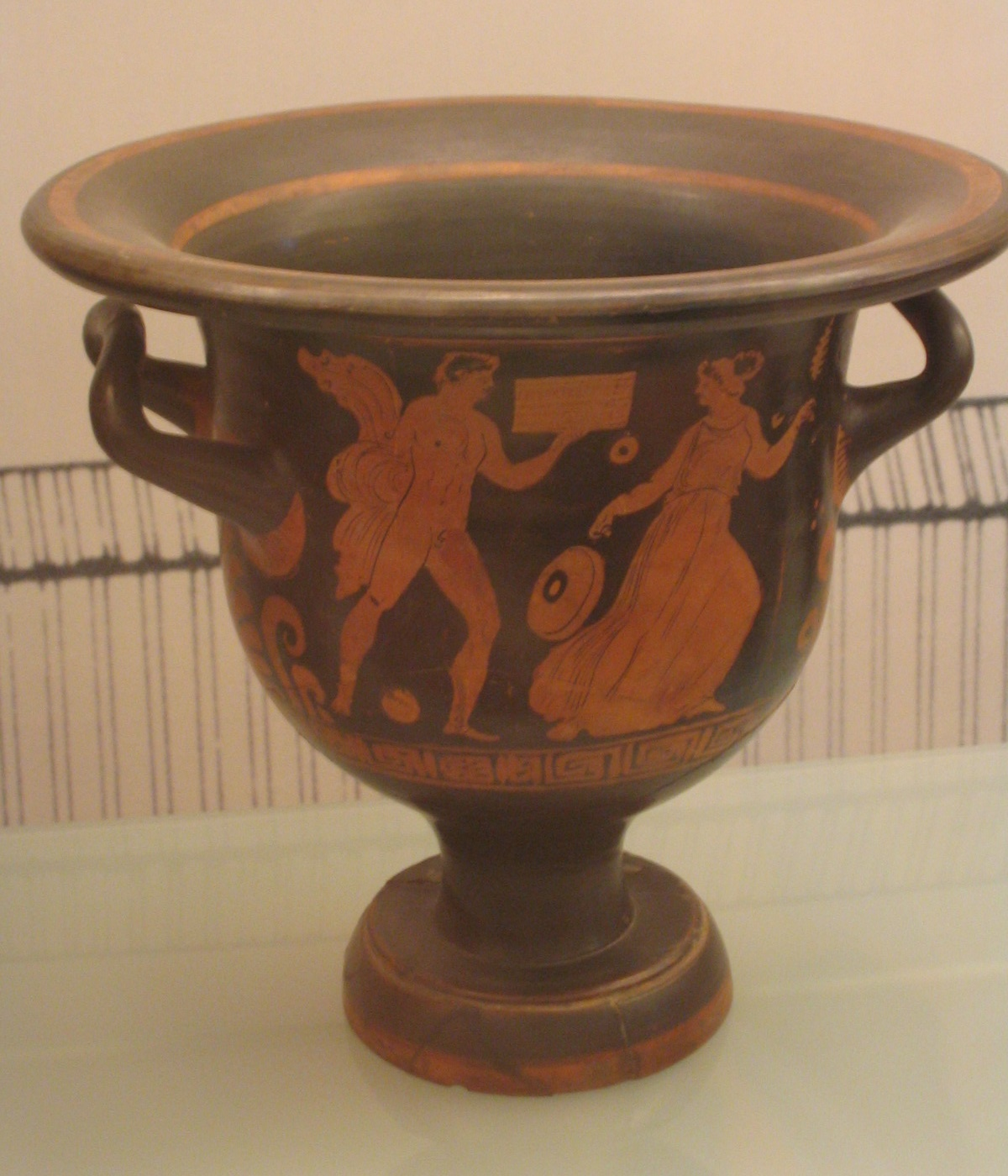
Ánfora griega hallada en Ampurias

El arte de las culturas clásicas tuvo distinta presencia. El asentamiento de Ampurias (en griego Emporion) en la costa noreste trajo la civilización griega y sus manifestaciones artísticas. Debe señalarse la presencia de arte clásico también en zonas meridionales, a través del influjo fenicio y cartaginés.
Existe una dama púnica con características muy griegas que tiene las manos en actitud oferente, no va vestida con túnica de flores sino con un manto griego y además existe una tendencia hacia el naturalismo con el plegado de paños. Hay continuidad entre cejas y nariz, y tiene un típico griego. Destacan los elementos decorativos para enfatizar a la diosa. Lo que muestra que el mundo oriental se fusionará con el griego en todo el Mediterráneo en el s. VII a. C.
Debido a problemas fronterizos y por convenio entre ambas partes, los griegos ocuparon la parte peninsular de Hispania o Iberia al norte de la actual Valencia y los cartaginenses al sur de esta. Los griegos introdujeron su cultura, comerciando con objetos de lujo, dándose un proceso de aculturización. El reducido espacio cultivable en Grecia, le empujaba a intercambiar bienes artísticos por grano y demás alimentos, que en Hispania abundaban.
Existían muchas diferencias entre los griegos colonizadores y los indígenas, por lo que los contactos eran mínimos y el comercio se desarrollaba fuera de las colonias. Se establecieron barrios gremiales y el urbanismo de las primeras colonias influyen en las primeras hópidas del mundo celtíbero.
Destaca la figura del dios Esculapio, el dios de la medicina, la serpiente que aparece junto a sus pies delata su identidad. Está hecha en mármol. Lo que se desconoce es el lugar de su fabricación, no se sabe si lo hicieron artistas griegos en Iberia o lo trajeron desde Grecia. Se da el concepto de euritmia clásico, todo está sometido a un canon y a las matemáticas. A la hora de esculpir las figuras se toman figuras geométricas básicas: círculo y cuadrado en relación con el canon. Se deja el torso descubierto imitando a Zeus. Se intenta realizar un rostro perfecto ethos y un sentido de destino fathum. No se corresponde el cuerpo con el rostro.
Nos ha llegado también a nuestros días el centauro de Royos, vaciado en bronce que recuerda a las estatuas ibéricas. Se da la técnica de la cara perdida. Se da el concepto de la razón, con cabeza humana y de los instintos con cuerpo de animal. Tiene ojos almendrados, sonrisa arcaica y comienza a darse un sentido de la idealización. La cerámica será un artículo de lujo.

### Arte ibérico

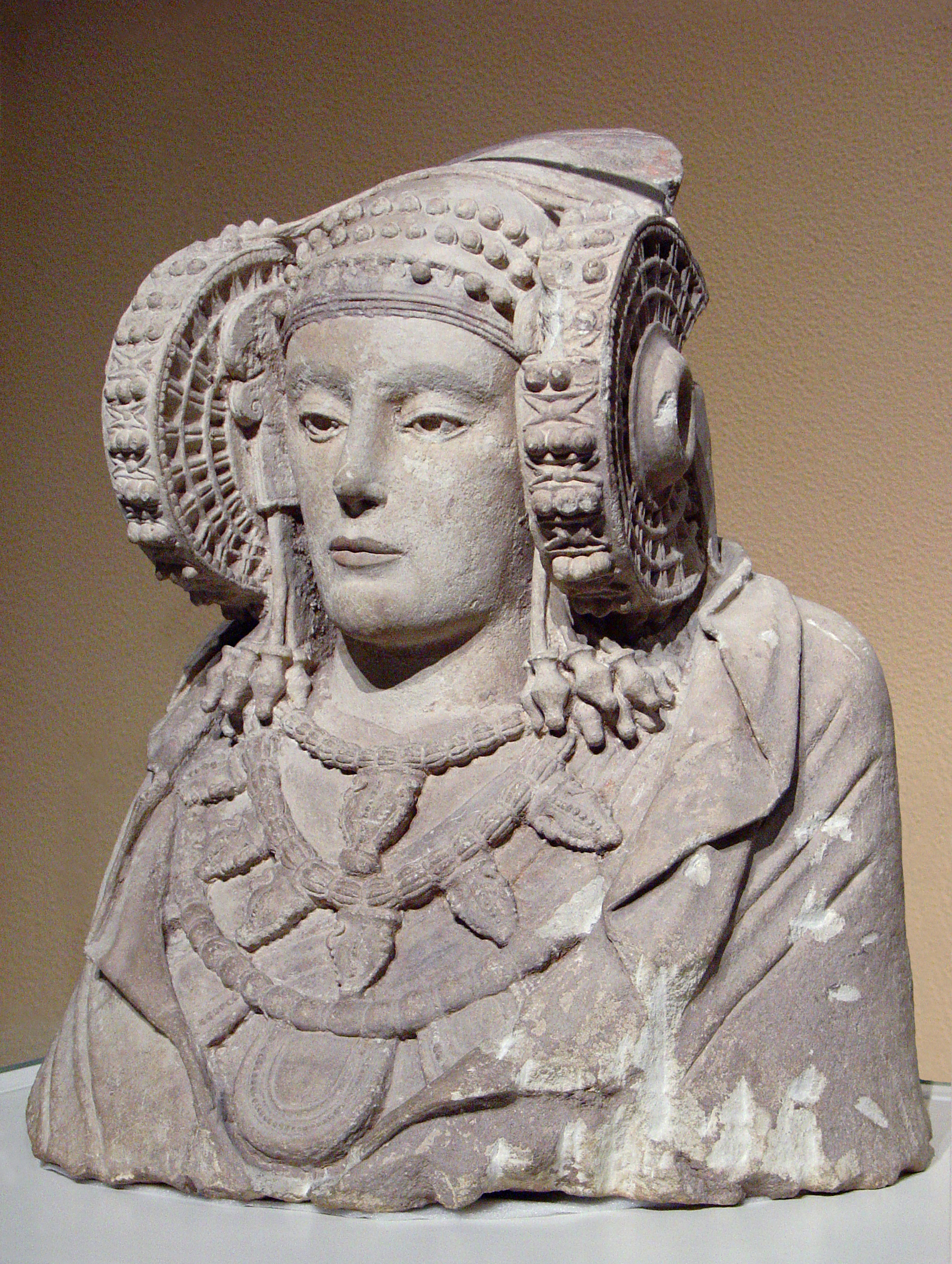
Dama de Elche en el Museo Arqueológico Nacional de España (Madrid)

El arte ibérico se da en la zona levantina y meridional de la Península, y muestra las influencias de las culturas mediterráneas en notables ejemplos de escultura, como son la Dama de Elche y la Dama de Baza.
La decadencia de Tartessos se da con la llegada de unos pueblos indoeuropeos en el norte de la península y de otro pueblo de origen desconocido en la meseta y Andalucía. De los íberos se dice que pudieron llegar del Centroeuropa o del norte de África y ocupó el lugar del pueblo tartésico.
Se producirá un proceso de aculturización de los pueblos íberos por parte de los griegos. Estos pueblos están gobernados por un rey y por un consejo de ancianos, por influencia romana algunos pueblos íberos adoptaran un senado. Es una sociedad altamente jerarquizada. La economía está basada en la agricultura y la ganadería, el comercio se da con pueblos colonizadores y entre sí.
El pueblo ibérico por influencia del mundo griego va a construir ciudades parecidas a las mediterráneas, llamadas hópidas, que son ciudades amuralladas, con muros ciclópeos y en acrópolis. La hópida del cerro de las Cabezas es muy importante porque ha quedado intacta, ya que los habitantes abandonaron la ciudad por un peligro exterior. Encontrándose anillos, mercados, fábricas... que nos muestra una sociedad muy desarrollada.
La más importante es la hópida de Azoida en Teruel, ya que es la de mayores dimensiones y con buenas defensas.
Las necrópolis las empezaron a dividirse en dos clases: la de la clase dirigente y la del pueblo llano. Existe el rito de la incineración con enterramientos colectivos en sepulcros de vasija. Suelen tener los sepulcros forma circular por la idea de eternidad. Existen como en Tartesos sepulcros de corredor cubiertos por un montículo pero lo más corriente es el espacio construido mediante el tmenos (muralla) en el que nos encontramos sepulcros turriformes (el más importante el Sepulcro de Pozo Moro) con elementos con una simbología oriental y mediterránea.
Otra forma de enterramiento es la utilización de esculturas como en el caso de la dama de Baza (s. V-VI a. C.) o la dama de Elche. El enterramiento en damas se utiliza para las personas más importantes. Se enterraban en lugares excavados en el suelo con las paredes totalmente trabajadas. Alrededor de la dama se sitúan vasijas junto a otros objetos como ajuar funerario. Se desconoce si la dama tenía la función en vida de sacerdotisa o bien era una representación de una diosa íbera.
También destacan las damas oferentes del cerro de los Santos, que son más toscas que las damas de Baza y de Elche. Se depositaron como exvotos en los santuarios. Suelen ser de piedra caliza o bronce y van desde 1 cm a 150 cm. En estas figuras retorna la arcaica ley de la frontalidad. Los gorros son planos, con manto en zigzag. Porta un vaso que es una ofrenda a los dioses. Otra escultura importante de este cerro es el grupo de los esposos, que piden la fecundidad para la continuidad de la especie.

### Arte celta en España

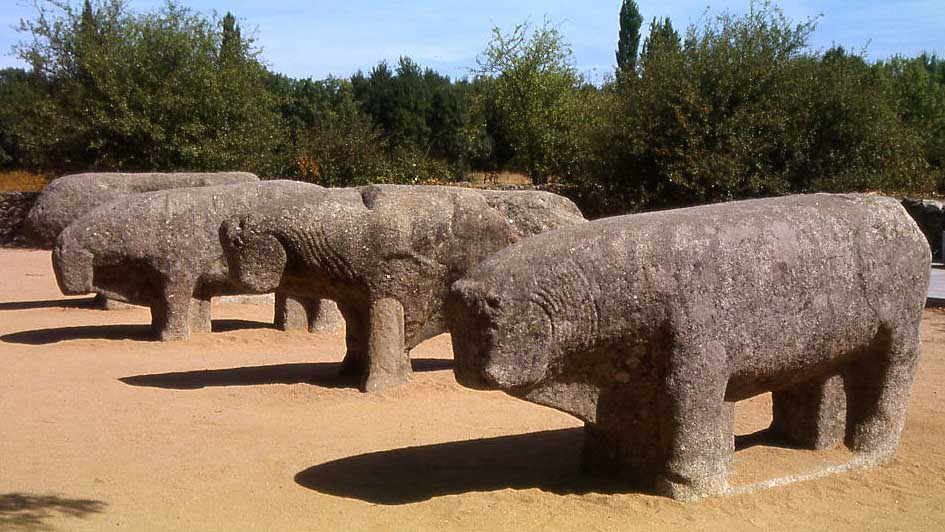
Toros de Guisando

En la península ibérica o hispánica el polo opuesto al íbero eran los celtas, con una cultura más tosca. Tardíamente se fusionaran con el pueblo íbero (celtíberos). Sus poblados están insertos en la naturaleza y muy marcados por la montaña y de economía basada en la ganadería. El castro celta es una ciudad fortificada como la hópida íbera, pero que carecía de urbanismo (el más importante es el de Santa Tecla). Las cabañas son de planta circular construidas en piedra de mampostería y con techumbre de paja. Usan puertas adinteladas.
Dominan la orfebrería y la técnica del repujado. Destacan la escultura animalista y figurativa más tosca que la ibérica. Son animales protectores del ganado y los pastos en los que basan su economía. Suelen ser cerdos o toros (verracos) fabricados en granito, aparecen gran cantidad de muestras. Los más conocidos son los toros de Guisando en Ávila. Están mirando hacia el norte. Tienen una actitud de sumisión con la cabeza agachada. Tienen un gran sentido esquemático, que tiene más importancia que el naturalismo. Aparecen de pie y se le da un énfasis a la cornamenta.
Utilizan el torqués de oro (collarines) como adorno masculino y femenino. También destacan los cinturones de oro, con horror al vacío por lo que se utiliza el repujado. Destaca el tesoro de Ribadeo donde existe un cinturón de oro donde aparecen flores de seis pétalos que representan el disco solar y que también dotan de un sentido de protección del lugar.

## Arte romano en España

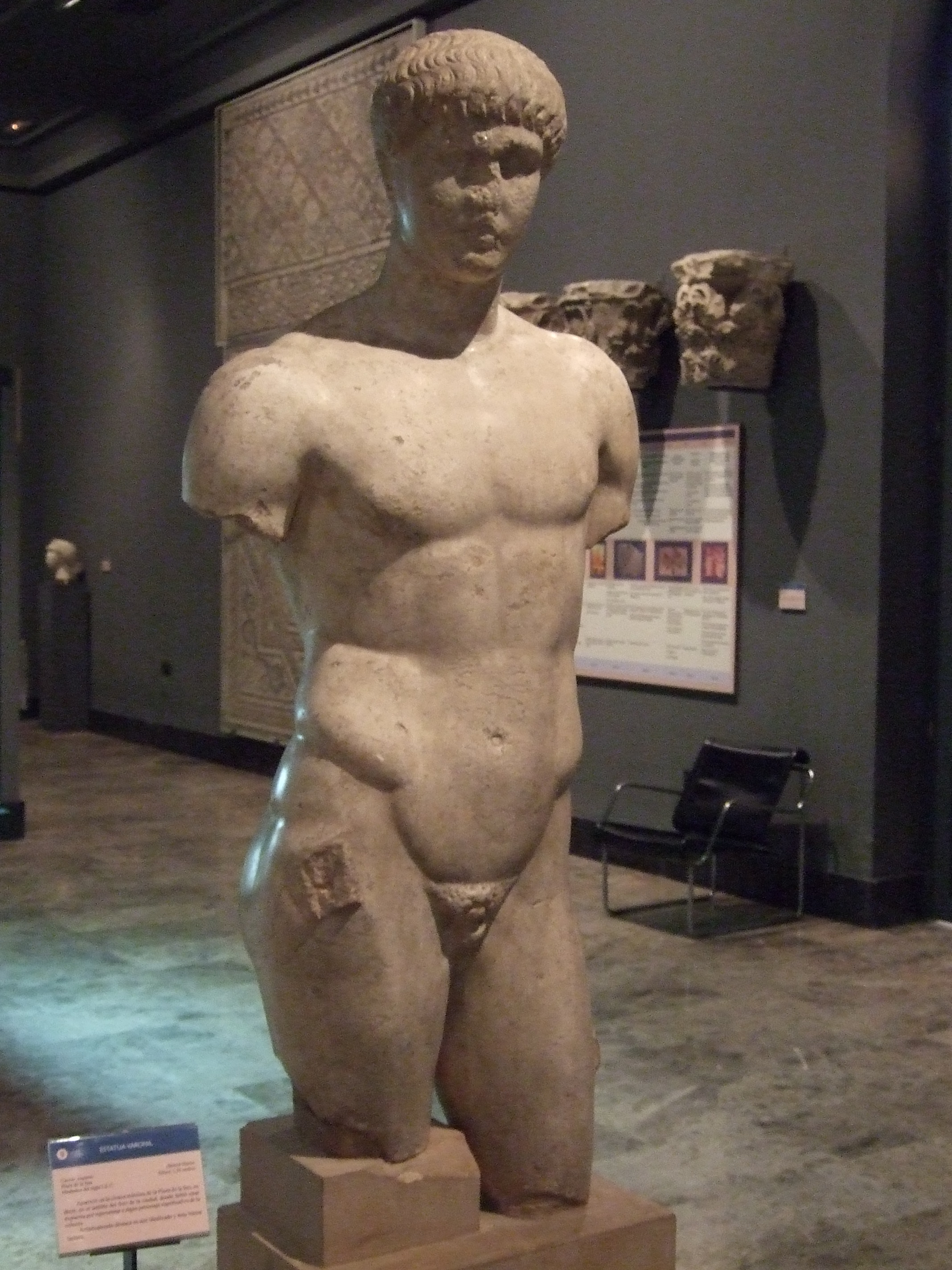
Estatua varonil romana del hallada en Zaragoza

La cultura y el arte romano de carácter helenístico vinieron a partir de las antiguas colonias griegas como Ampurias y se generalizaron con la conquista romana de Hispania a partir de la segunda guerra púnica (finales del siglo III antes de Cristo).
La península se vio afectada negativamente por las guerras civiles romanas, pero a partir del Alto Imperio comenzó una etapa de fuerte desarrollo cultural a través de la romanización. Durante el imperio de Augusto y la dinastía Julio-Claudia mejoraron mucho las infraestructuras viarias y la dotación de las ciudades (calzadas romanas, puentes, acueductos, anfiteatros, circos...). La llegada al poder imperial de hispanos como Trajano y Adriano (siglo II después de Cristo) provocó el embellecimiento de ciudades como Itálica. Entre los conjuntos urbanos destacaron las ciudades de Augusta Emerita (Mérida) y de Tarraco (Tarragona, sede de la corte imperial en la estancia de Augusto durante las guerras cántabras -del 29 al 19 antes de Cristo-). Otros monumentos singulares, como el acueducto de Segovia o el puente de Alcántara están dispersos por todo el territorio, como consecuencia de lo extenso y profundo de la romanización.
En Hispania se imitaba todo lo que fuera arte y moda de la capital romana (Æmulatio). Existía un arte culto en Roma y en las ciudades más importantes cercanas a esta, acorde con el estilo helénico, más racionalista y naturalista. El historiador Bianchi Bandinelli formuló la hipótesis de que existía otro arte paralelo al culto, que asumía rasgos provinciales y que denominó arte plebeyo. Este arte, de raíz más popular, estaría más preocupado por el fin que por lo formal; era más esquemático, más simple y expresionista e incluso más simbólico que el arte culto u oficial. La mayor parte del arte provincial se podría equiparar al plebeyo, y en cada provincia evolucionó de forma distinta.
El Bajo Imperio Romano abre el periodo conocido como Antigüedad Tardía, en que la modificación radical de la civilización romana tuvo sus consecuencias en el arte. Para Hispania el siglo IV significó una nueva época de esplendor (de nuevo bajo emperadores de origen hispano, como Teodosio) siendo de esta época la mayor parte de los restos arqueológicos (como por ejemplo mosaicos) dispersos en villae rurales e incluso en ciudades como Complutum (Alcalá de Henares).

## Arte paleocristiano

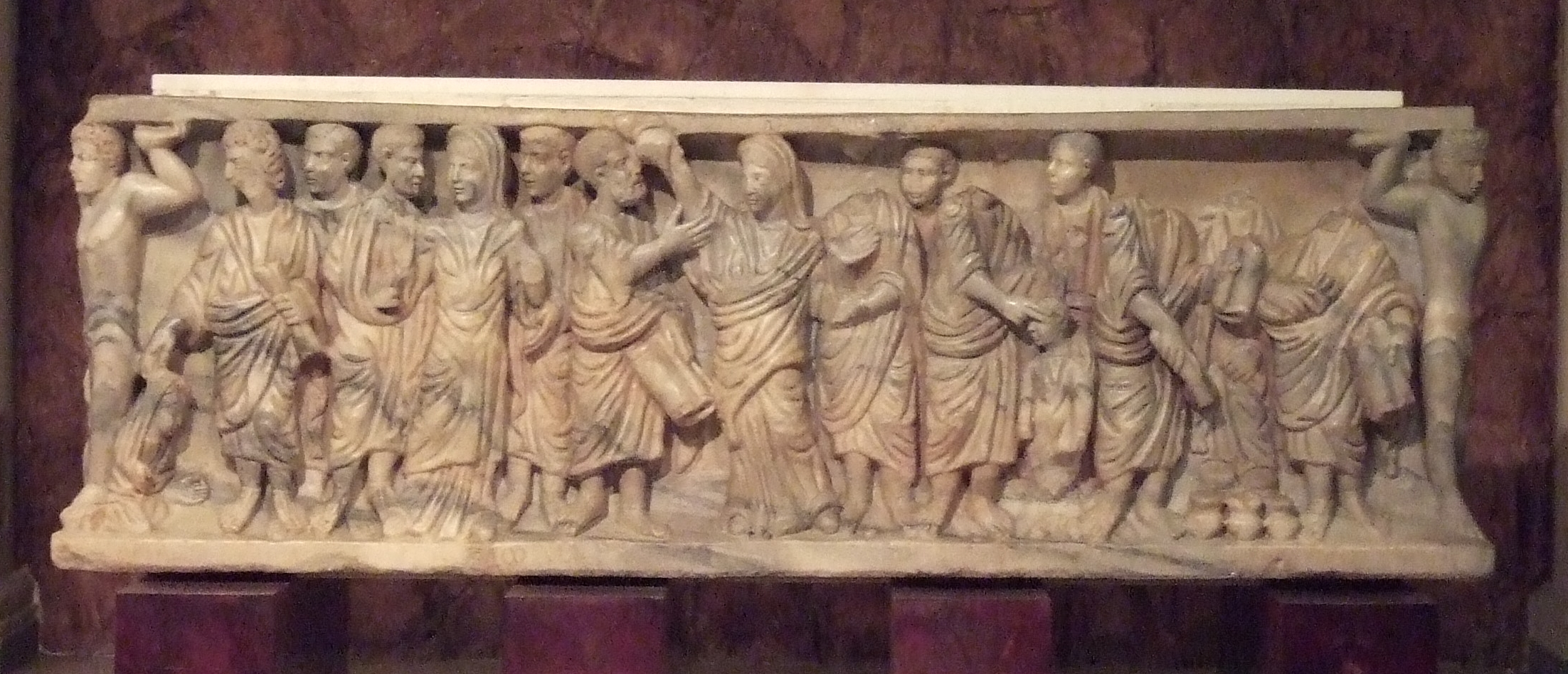
Sarcófago de la Receptio animae, en la Basílica de Santa Engracia (Zaragoza)

El arte paleocristiano constituye la etapa final de la influencia romana. El cambio cultural que se opera durante los siglos II al IV tuvo en la Península poca vigencia, pues las invasiones de los pueblos germánicos se inician en el año 409.
Durante los tres primeros siglos este arte no va a ser diferente del romano. El cristianismo se instala en el Imperio Romano y existían diferencias territoriales, en el establecimiento. Sus inicios son desconocidos, ligados a los apóstoles San Pablo y Santiago.
En el s. III hay varios testimonios, que indican la existencia de comunidades cristianas en la Península Hispánica. Esas comunidades van a tener por un lado, una conexión con Roma e Italia, pero por otro lado, con el norte de África, ya que se aprecia en el primer cristianismo hispano una influencia de África.
No se tiene constancia de iglesias. También había mucha presión para abandonar la fe cristiana debido a lo mal visto que estaba esta religión a ojos de los romanos. En el año 259 durante la persecución de Decio, sufren martirio en la hoguera, en el anfiteatro de Tarragona, el obispo de la ciudad, Fructuoso y sus diáconos, Augurio y Eulogio. El florecimiento del culto a las reliquias de los mártires da lugar a una serie de edificios dedicados a su custodia y a su memoria.
En torno al año 300 se celebra un sínodo en Granada, llamado sínodo de Iliberri, donde se citan 35 sedes episcopales en Hispania. Por estas fechas se encuentra los primeros restos artísticos, mayoritariamente sarcófagos, que serán las primeras manifestaciones del arte paleocristiano.
Estas primeras manifestaciones paleocristianas, los sarcófagos, mausoleos, etc. se van a originarse de dos formas: 
- La primera de las familias patricias de fe cristiana, que importaran de Roma grandes mausoleos en el campo, con sus correspondientes sarcófagos también importados, donde huirán de las ventajas fiscales que supone no pertenecer a una ciudad, debido al aumento de los impuestos, para pagar las obras públicas más la cara defensa de Roma en el ocaso del Imperio. La Villa de la Olmeda es un ejemplo de estos mausoleos.
- La segunda surgen de los cristianos más humildes van a aparecer necrópolis, como la de Tarraco o la de Corduba. Ambas tendrán rasgos artísticos paleocristianos.

Destacan los sarcófagos de Astorga, el de la Historia de Susana, el del Cristo triunfante, el de Martos.
Uno de los motivos más conocidos y populares del arte paleocristiano es el Buen Pastor, una escultura de bulto redondo, representado como un pastor vestido con una túnica, que carga una oveja. Este tema simboliza a Cristo como salvador de su rebaño. En tiempos del cristianismo primitivo, la imagen del Buen Pastor se usó para decorar lápidas, sarcófagos y escultura funeraria, con el fin de mostrar la salvación del alma. Apenas han llegado muestras hasta la actualidad. Se conserva una efigie de Cristo como Buen Pastor hallada en al casa de Pilatos de Sevilla. En ella Cristo está representado como muchacho, imberbe con una oveja a sus espaldas.

### Edificios paleocristianos
La distribución de la arquitectura paleocristiana en España: Iglesias, mausoleos, sarcófagos en las Baleares, Tarraco, Mérida y en la costa bética indica que las áreas más romanizadas son las que tienen más arquitectura paleocristiana.

#### Mausoleo
El alto coste de los mausoleos indica que son mandados construir por personas de la clase alta o muy importantes. Existirán dos influencias que conduce a la construcción de estos mausoleos:
Heroa
Los monumentos Heroa conmemoraban a un héroe, en cambio los mausoleos eran una tumba. En este caso los dos tipos de monumentos se entremezclaron llegado, con el paso del tiempo, a tal ambigüedad, que se confundían.
Martyria
Los martyria van a servir a los cristianos para su entierro. Van a adoptar estructuras muy variadas. Plantas centralizadas, rectangulares, también formas cruciformes. Destacan el martyrium de La Alberca en Murcia y el martyrium de La Dehesa de La Cocosa (Badajoz).

#### Iglesias contraabsidadas
Las iglesias contraabsidadas son las que tienen dos ábsides: uno hacia oriente y otro hacia occidente. Este tipo de iglesias se ven en el norte de África y va a pervivir en época visigoda. Estas iglesias fueron reutilizadas en época visigoda. La torre de Palma-Monforte en Portugal es importante por el baptisterio, que es una habitación con piscina más o menos cruciforme. En la planta aparece reflejado el camino de los catecúmenos y el del clero. El de Vega del Mar en Málaga está compuesto por tres naves. Es otra iglesia de este tipo, de ábsides semicirculares. La piscina bautismal se encuentra en una habitación al lado del ábside.

## Arte visigodo

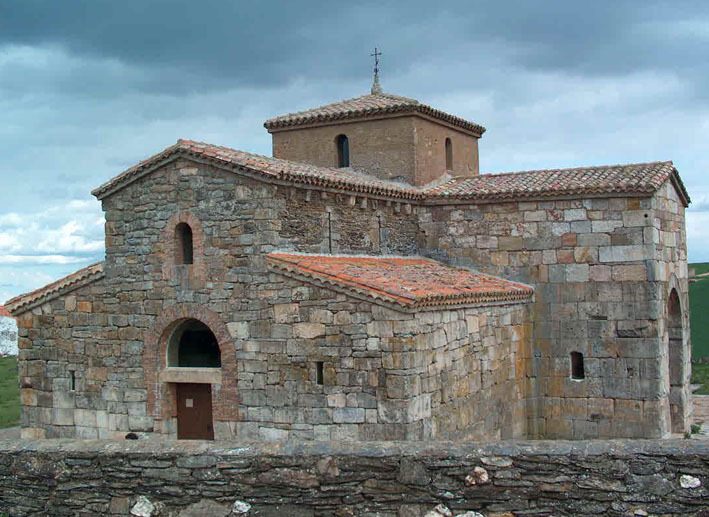
San Pedro de la Nave, en la provincia de Zamora

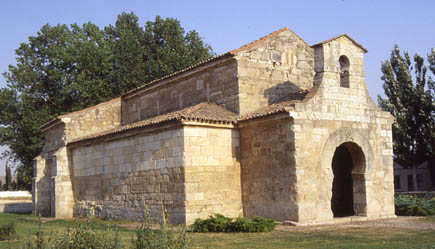
Iglesia de San Juan de Baños. Provincia de Palencia

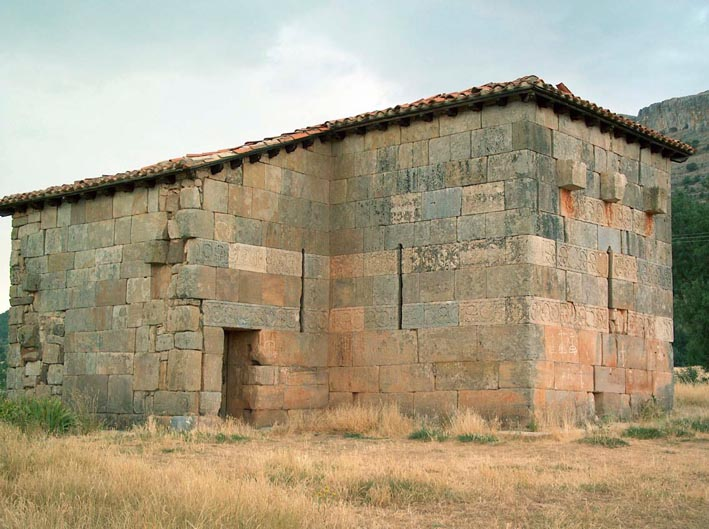
Ermita de Santamaría en Quintanilla de las Viñas

Más relevante es la idiosincrasia artística de la cultura visigótica que, con capital y primacía episcopal en Toledo, fundó un espacio cristiano homogéneo con caracteres propios.

### Arquitectura
La evolución de la basílica romana dio lugar a iglesias con planta de cruz griega en las que se utilizó el arco de herradura, que posteriormente fue asimilado por el arte mozárabe e integrado como elemento autóctono y diferenciador del arte islámico en Al-Ándalus. Los visigodos son un pueblo que procedía del este de Europa, luego se convirtieron en soldados romanos y pasaron al cristianismo.
Se dan primero en Francia y cuando fueron derrotados en Tolosa se trasladan la capital a Toledo en el año 507. Después de vándalos, suevos y alanos los visigodos invaden la península ibérica. Se establecen en la Meseta Norte. Su presencia abarca del s. V al s. VII.
Su arte se considera hispanorromano teniendo fundamentos clásicos. Están muy romanizados por lo que el choque cultural con los ciudadanos romanos de Hispania no es muy fuerte. También tienen influencias del arte bizantino y oriental.
Los visigodos al llegar tienen que unificar políticamente España y unificación religiosa que se da tras el Concilio de Toledo.
Se producen dos etapas en arquitectura:
- La etapa de formación llamada arriana (415-587).
- La etapa de esplendor (587-711).

La primera etapa es de asentamiento y en ella hay una continuidad del arte paleocristiano e hispanorromano, hay una continuidad del arte clásico romano introducido mediante piezas de metal, broches, etc. Aquí los visigodos crean un gobierno que tiene poder en toda la península. De la arquitectura no se ha conservado casi nada y tenemos estudios de las plantas de las iglesias. Destaca la Cabeza de Griego en Cuenca, Basílica de San Pedro de Alcántara, Basílica de Son Bou en Menorca y la Basílica de Algezares.
La segunda etapa es de esplendor, los visigodos unifican la península en su mayor parte. El arte visigodo alcanza su mayor apogeo y esplendor; y tiene gran contraste con el arte bizantino siendo este más rudo y sencillo. La influencia de esto perdura en el arte asturiano y mozárabe posterior.
Las características de la arquitectura visigoda se pueden destacar en relación con el resto de Europa. Los interiores son sobrios y rústicos. Es un espacio muy compartimentado que trasmite una idea de misterio con tapices. Esta múltiple división del espacio interior contrasta con el exterior con volúmenes planos. Desde el exterior nos podemos imaginar como es la estructura interna.
En cuanto a los elementos formales se utilizan sillares de piedra que encajan a hueso, únicamente en los ángulos utilizan grapas de madera para reforzar los chaflanes. Los sillares utilizados siguen un patrón que tiene como medida la vara medieval (80 cm) por lo general son muros gruesos, lisos y sin contrafuertes, esto demuestra una falta de seguridad en la construcción y además hay muy pocas ventanas que solo serán saeteras.
El arco de herradura es el fundamental, ya fue utilizado por el arte romano y procede de Capadocia. Se utiliza por su carácter estético y por sus cualidades constructivas. Esta peraltado un tercio de su radio. Al contrario que el de herradura musulmán, el visigodo presenta una circunferencia exterior que no sigue la interior por lo que se integra perfectamente en el muro.
El presbiterio se eleva sobre escalinatas y se jerarquiza el espacio interior. El crucero se acusa en la planta visigoda. Este tipo de planta cruciforme en un principio era de cruz griega o brazos iguales. La planta de cruz se debe a la importancia del crucero que tiene un papel simbólico y la aparición de salas que tienen un carácter litúrgico.
La planta basilical empieza a utilizarse menos frente a la cruciforme y si esta perdura aparece con crucero (San Juan de Baños, San Pedro de la Nave...). en todos los casos la cabecera es rectangular interior y exteriormente.
Encima de la cabecera existe un recinto abovedado que es una pequeña cámara que sirve para guardar los elementos litúrgicos. Todas las iglesias están orientadas hacia Jerusalén iluminándose la cabecera mediante ventanas. Se marca el espacio interior hacia el este. Las cabeceras a ambos lados del ábside suelen contar con dos cámaras laterales llamadas prótesis y diaconicón.
Para la cobertura de estas naves se usan bóvedas de cañón sobre todo para la nave central, para el resto de la iglesia se utiliza techumbre plana de madera. Así en la cubierta se utiliza distinto modelo si es la principal o las laterales. Las bóvedas se utilizan en capillas con naves cortas y cámaras laterales y estas son de piedra o ladrillo. También aparecen cúpulas semiesféricas por influencia bizantina como en San Fructuoso de Montelius.
En cuanto a los capiteles son de orden corintio pero bastante esquemáticos, compuestos por hojas macizas o pencas y en la parte superior hay volutas difuminadas. En el muro se abren pocos y pequeños vanos. Los exteriores de estas iglesias no presentan decoración y en los pocos vanos que aparecen se utilizan celosías de piedra.
En la fachada principal aparecen espadañas y lo normal es que en la puerta principal aparezca un arco de herradura típica del arte español. Durante este periodo se gesta la liturgia hispánica y que influyen en la configuración del espacio interior. Esta liturgia hispánica se mantendrá en vigor hasta la implantación de la liturgia romana en el siglo XI que requeriría una organización diferente.
Aparece el iconostasio que divide la parte norte y sur. Ante esta barrera se sitúan los fieles según su condición de hombres o mujeres que ocupan espacios diferenciados. Detrás del iconostasio esta el espacio dedicado a los iniciados o coro de los clérigos. Están comunicados coro y altar.
La decoración está en los capiteles, en las zonas medias de los muros, tanto en el interior y en el exterior, ausencia de escultura exenta, la temática está vinculada a la órbita religiosa y todos tienen función complementaria como ornamentación de la arquitectura. Las fuentes de inspiración son: contemporánea con otros pueblos del entorno que suele ser abstracto o vegetal, y figurativo o naturalista relacionados con la tradición romana y el mundo bizantino.
Los mejores ejemplos vienen del taller de Mérida que siguen la tradición romana anterior, como son pilastras ornamentales. Los motivos decorativos más utilizados son las aves, uvas y hojas de acanto.

### Pintura visigoda
Se da en el s. VIII. No se sabe si es original de España. Aparece el tema del diluvio y los cuerpos aparecen diseminados con cierta intención de perspectiva. Los colores son convencionales y las figuras están desarrolladas de una forma naturalista.

## Arte asturiano

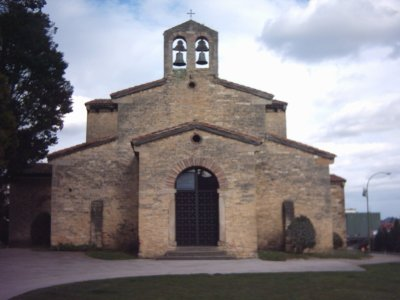
Iglesia de San Julián de los Prados

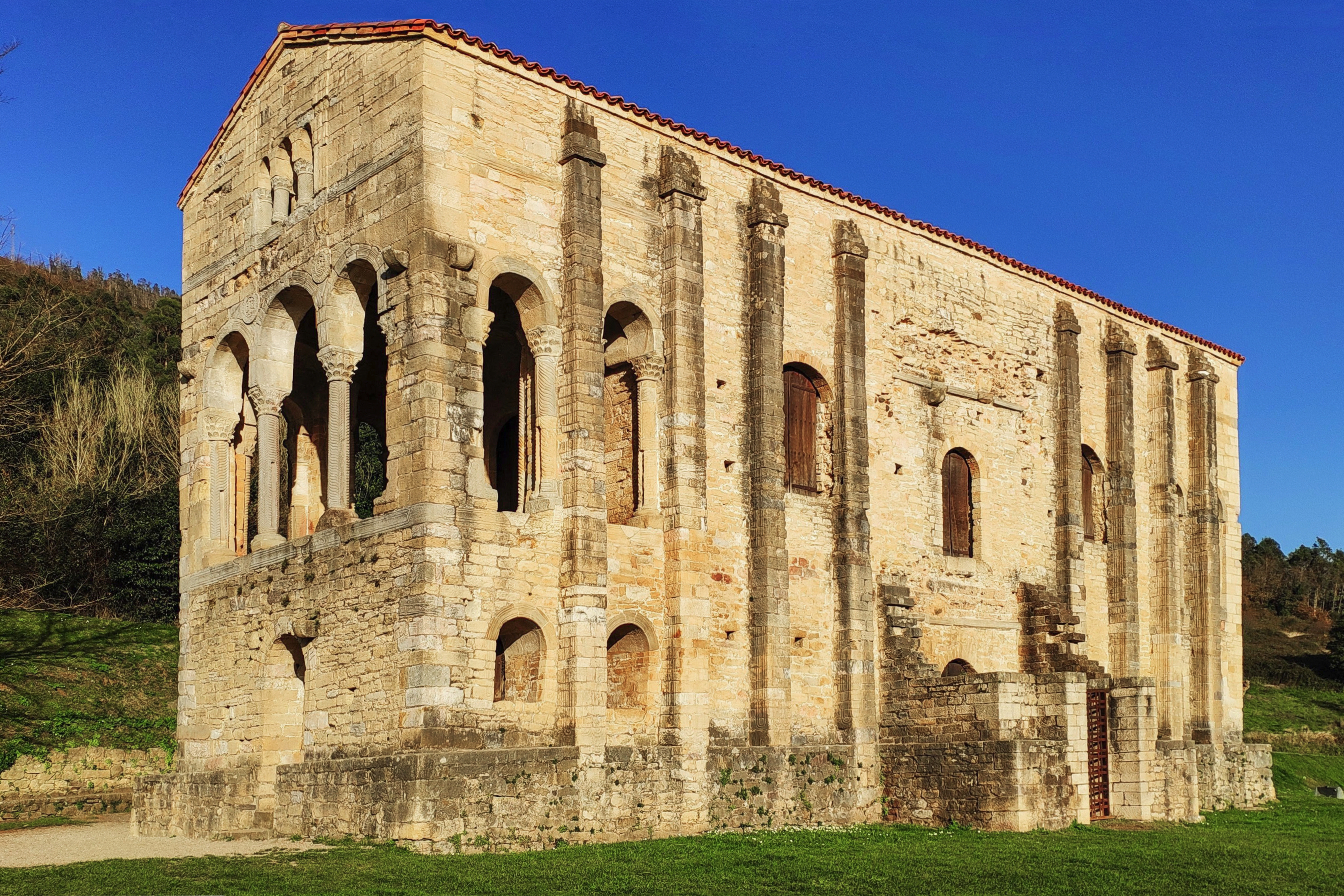
Iglesia de Santa María del Naranco

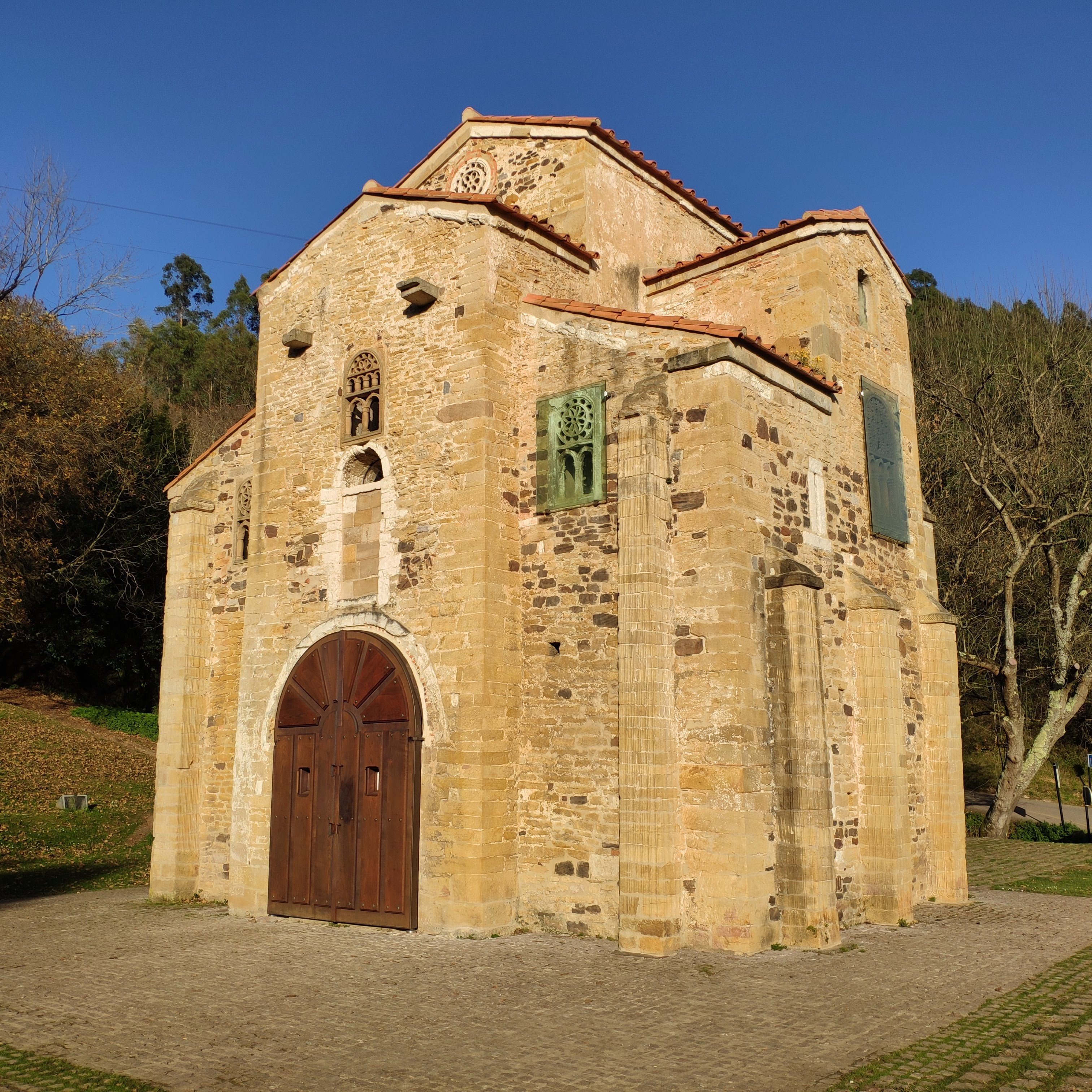
Iglesia de San Miguel de Lillo

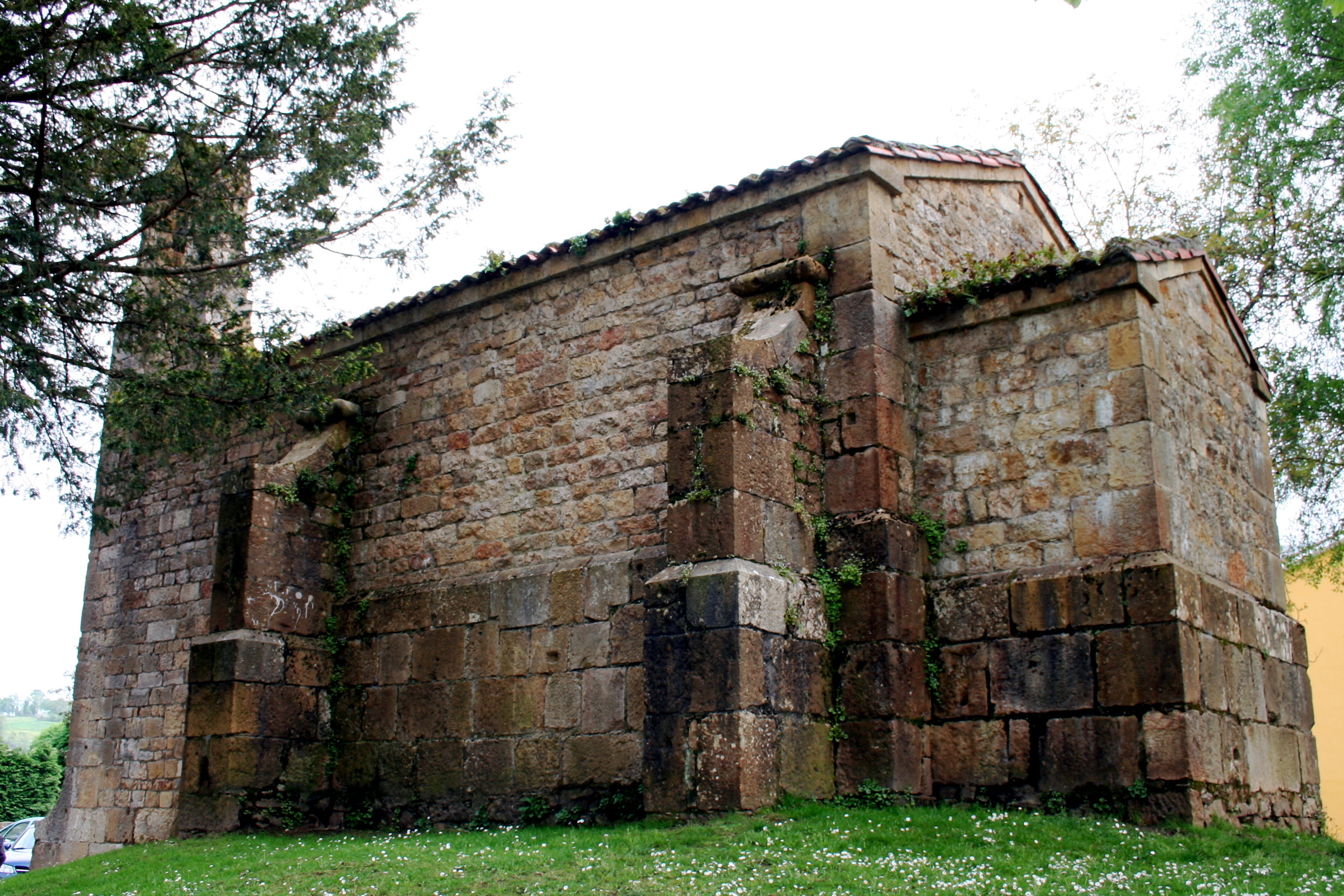
Iglesia de la Santa Cruz en Cangas de Onís

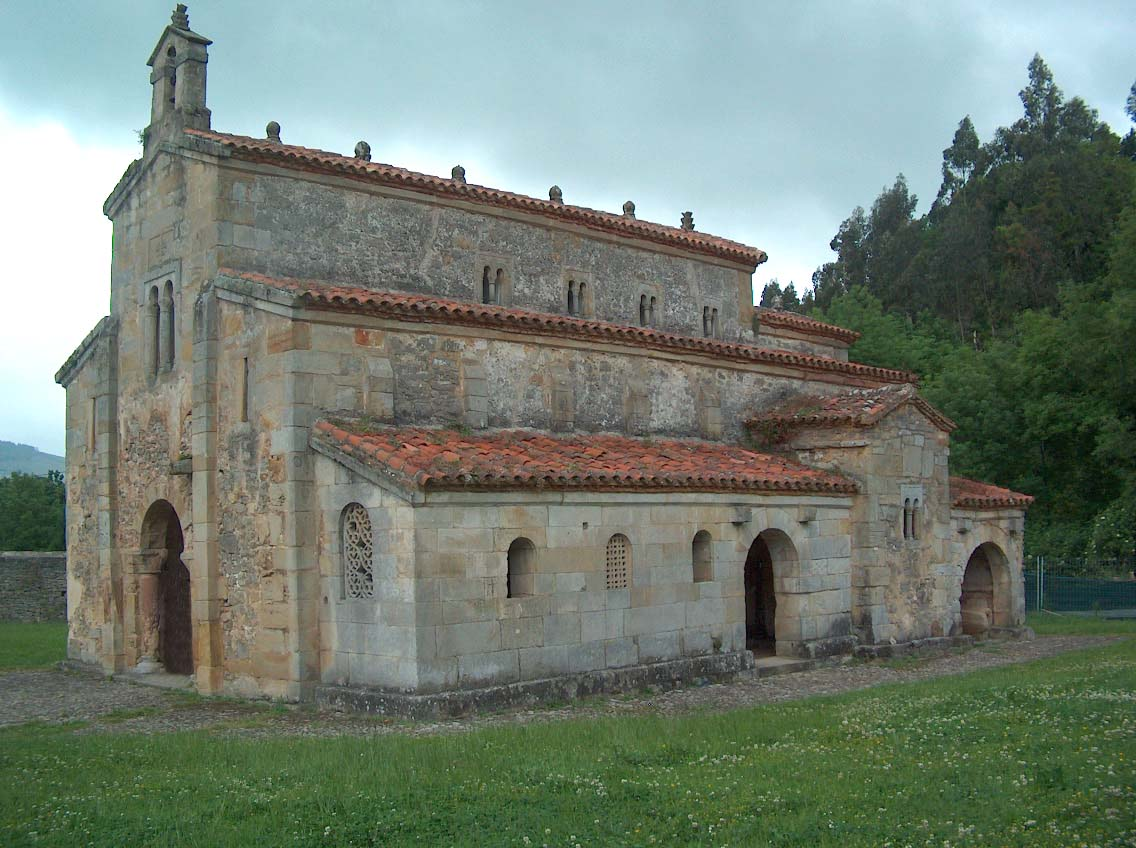
Iglesia de San Salvador de Valdediós

Se da en Asturias, que es un foco de resistencia frente a la invasión musulmana, este arte nace en el núcleo pastoril y aislado que no tiene nada que ver con el arte mozárabe. Asturias resistió a los musulmanes y los astures crearon una cultura propia caracterizada por el aislamiento, que viene condicionado por el mar y las montañas. Podemos distinguir tres periodos:
- Principios del s. VIII, se caracteriza por estar cercado por montañas y mar y desarrolla una arquitectura sin nexos de unión con Europa o España, se dan edificios fuertes y reina Alfonso II (791–842).
- Etapa de madurez. Estilo ramiriense de Ramiro I (842–860).
- Etapa de esplendor. Alfonso III (860–910).

La primera etapa se conocen las iglesias de Santillanes de Pravia y más tarde la Cámara Santa de Oviedo y San Julián de los Prados. Predominan elementos visigodos puesto que en un principio este arte se consideraba heredero de lo precedente y quería restablecer la monarquía hispánica.
La segunda etapa destacan el palacio de Santa María del Naranco, San Miguel de Lillo y Santa Cristina de Lena. Es la etapa de la revolución dentro de la arquitectura. Los edificios se conciben con una mayor altura imponiéndose la verticalidad. Van a parecer bóvedas de cañón sustentadas por arcos fajones o perpiñanos, que están dispuestos transversalmente al eje de la nave y que sustenta la bóveda de cañón. Estos arcos se corresponden con estribos o contrafuertes. Los ábsides son rectangulares y siguen la tradición visigoda pero se diferencian en que aquí no están separados. Las ventanas son geminadas incluso tripartitas y se mantienen en ellas las celosías del arte visigodo. Los edificios se construyen en mampostería. En los muros aparecen arquerías ciegas que tienen una función decorativa y constructiva.
En la tercera etapa el reino astur se ensanchó llegando hasta Galicia, León y el norte de Castilla. Se inicia la fase de repoblación y destacan San Salvador de Valdediós y San Adriano de Tuñón. Aquí el estilo asturiano se entremezcla con el arte mozárabe y atisba algunos elementos románicos.
El arte es resultado de unas iniciativas regias y el arte de la corte de Oviedo es una continuidad del arte de Toledo. Los siglos VIII, IX y X son claves en la línea fronteriza entre el poder cristiano y el musulmán. El siglo VIII es el de resistencia, de formación de los primeros núcleos frente al poder musulmán del resto de la Península. El siglo IX es el de la expansión hacia el sur y consigue repoblar la meseta del Duero. El siglo X se produce una recuperación musulmana del territorio que coincide con Almanzor y Abderramán III.
El arte asturiano está financiado y programado por la corona y se utiliza como propaganda, pretende que a los ojos del observador le cree sensación de continuidad con lo visigodo como ver a Asturias como la continuadora de la nación de Hispania.
Este arte se desarrolló alrededor de la Corte y de las capitales que tuvo el reino:
- Cangas de Onís (737), en el que se levanta la iglesia de la Santa Cruz.
- Pravia (774), se levanta el edificio de los Santos Juanes que se constituye como panteón real.
- Oviedo (860), se construyen edificios civiles y religiosos y toman como referencia el mundo carolingio y Toledo, con idea de proyectarla en Oviedo. En este periodo se manda levantar la catedral, el baptisterio, el panteón real, una capilla de reliquias y el palacio para el rey.

La segunda etapa o etapa ramiriense se inicia a mitad del s. IX con Ramiro I que manda construir numerosas obras y levanta una serie de tipologías arquitectónicas novedosas como Santa María del Naranco y San Miguel de Lillo. La primera sería levantada junto a una residencia palaciega mandada constrir por Ramiro I en la falda de los montes del Naranco.
Alfonso II amuralla Oviedo y levanta la Foncada (residencia palaciega). Las iglesias siguen la tradición anterior y son de planta basilical de 3 o 1 nave y como en época visigoda el crucero aparece pero no sobresale. Aparece una cabecera tripartita correspondiente con cada una de las 3 naves. En general la planta pone de manifiesto que es un espacio dividido en compartimentos. Aparece el iconostasio continuando la liturgia de los visigodos que se hace de espaldas a los fieles lo que condiciona el espacio interior. El presbiterio está escondido por el iconostasio. En los ángulos se usan piedras más trabajadas y regulares. Los arcos siguen siendo de piedra. Para los suelos se usa cal y mármol. Para los soportes se usan pilares que pueden ser cuadrangulares o rectangulares, en estos pilares no aparece apenas decoración y cuando se utilizan columnas se usa fuste liso o con decoración sogueada. Los capiteles son cúbicos y la basa aparece decorada. Los arcos son de medio punto o peraltados, en su parte frontal presentan decoración policromática.
En la etapa final aparece el arco de herradura por influencia mozárabe distinto del visigodo en el que su intradós y extradós no son paralelos.
Las cubiertas son de madera para el grueso de la nave y en la cabecera la bóveda de cañón. El peso de la bóveda de cañón se distribuye por los arcos fajones que se corresponden con el exterior con contrafuertes que nacieron con una idea constructiva pero luego se usaron como decoración aumentando su número y perdiendo sus cualidades.
El aspecto de los edificios presenta un exterior poco decorado, en contraposición con un interior ricamente decorado. Son edificios muy divididos en el interior con iconostasio, arcos ciegos en la cabecera y pinturas que ocultan la pobreza de los materiales. En el exterior se desarrollan edificios más esbeltos que se aproximan a la proporción 3 por 1 del gótico. El arte visigodo seguía la proporción romana de 1.
La planta del asturiano es más alta y menos ancha. En las cabeceras aparecen pequeñas cámaras parecidas a las visigodas situadas a la capilla principal por encima del altar y se usaban para guardar objetos litúrgicos. En los pies se sitúa el panteón y sobre este en la parte alta una tribuna a modo de coro.

### Orfebrería
De la orfebrería asturiana han quedado representaciones de los siglos VIII y IX y la muestra más importante son las cruces votivas como la Cruz de los Ángeles del 808, fue una donación de Alfonso II para la cámara santa, es una cruz con los brazos iguales que incorpora piedras preciosas y está recubierta por un hilo de oro.

#### La cruz de la Victoria
Es la obra cumbre de la orfebrería de la época, fue mandada por Alfonso III, responde a una técnica carolingia con adornos de filigrana hechos en oro. Está hecha en un armazón de madera recubierto de oro y piedras preciosas.

#### La caja de ágatas
Es una caja que donó el rey Fruela II. Se utilizan esmaltes y también incrustaciones de otro tipo de piedras y para los remaches de oro utilizan una decoración vegetal.

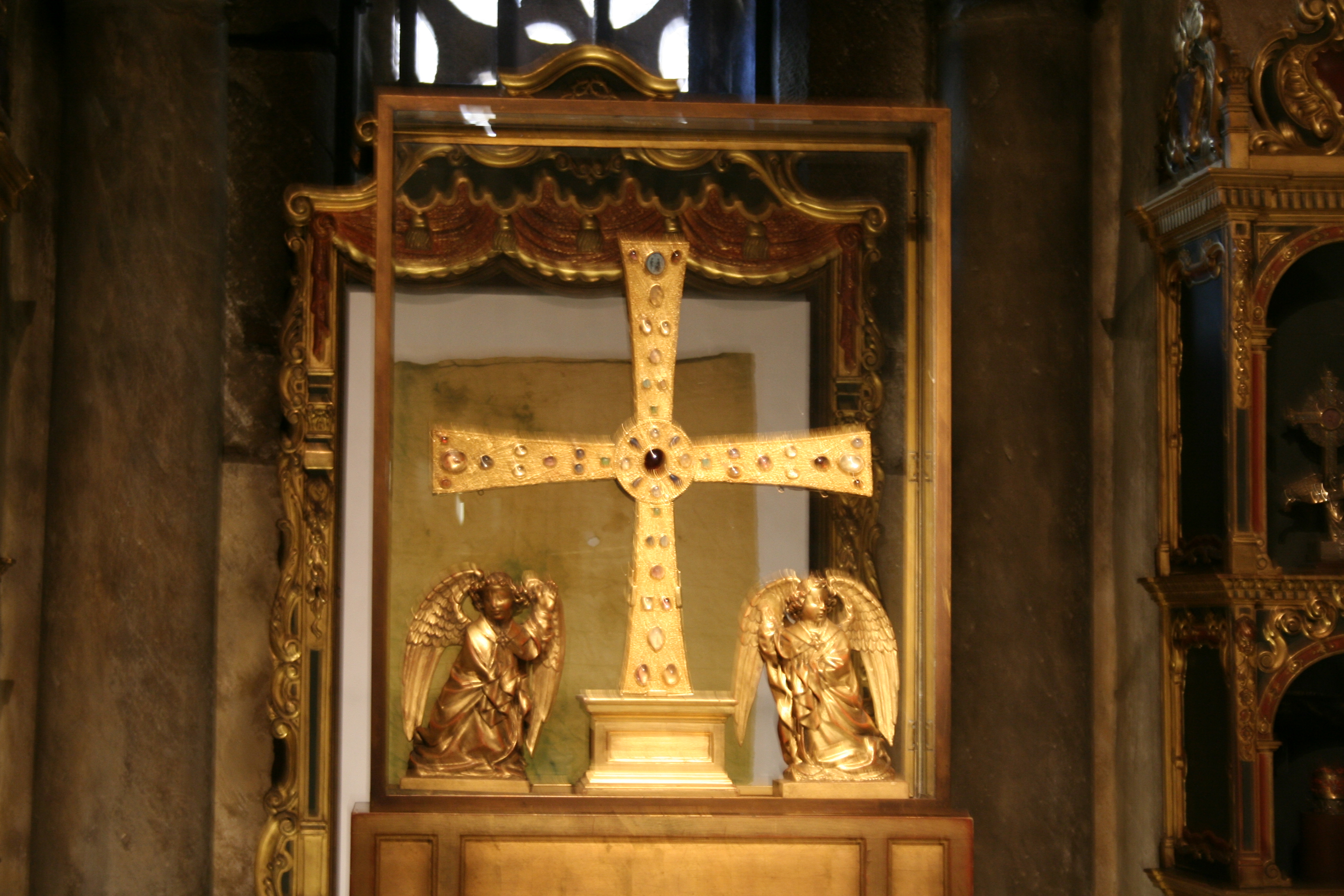
Cruz de los Ángeles.
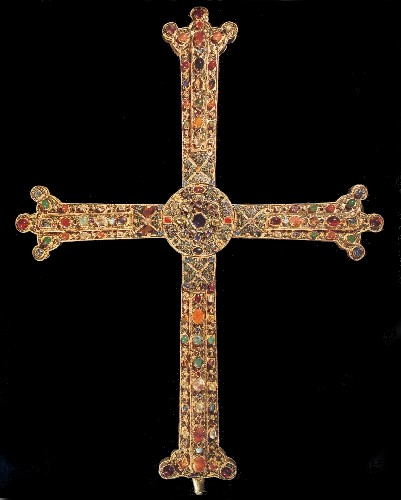
Cruz de la Victoria.
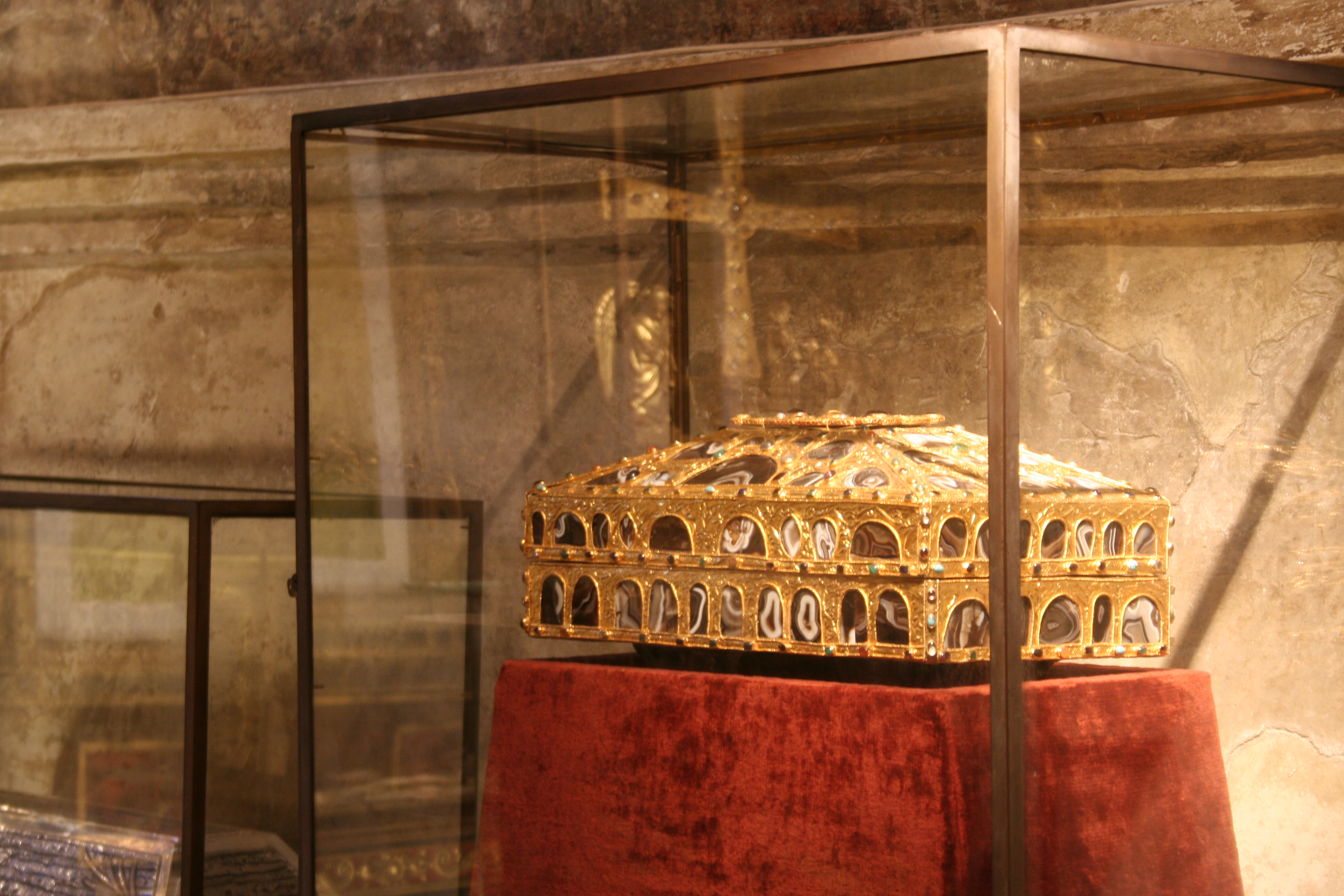
La caja de las ágatas.

## Arte mozárabe

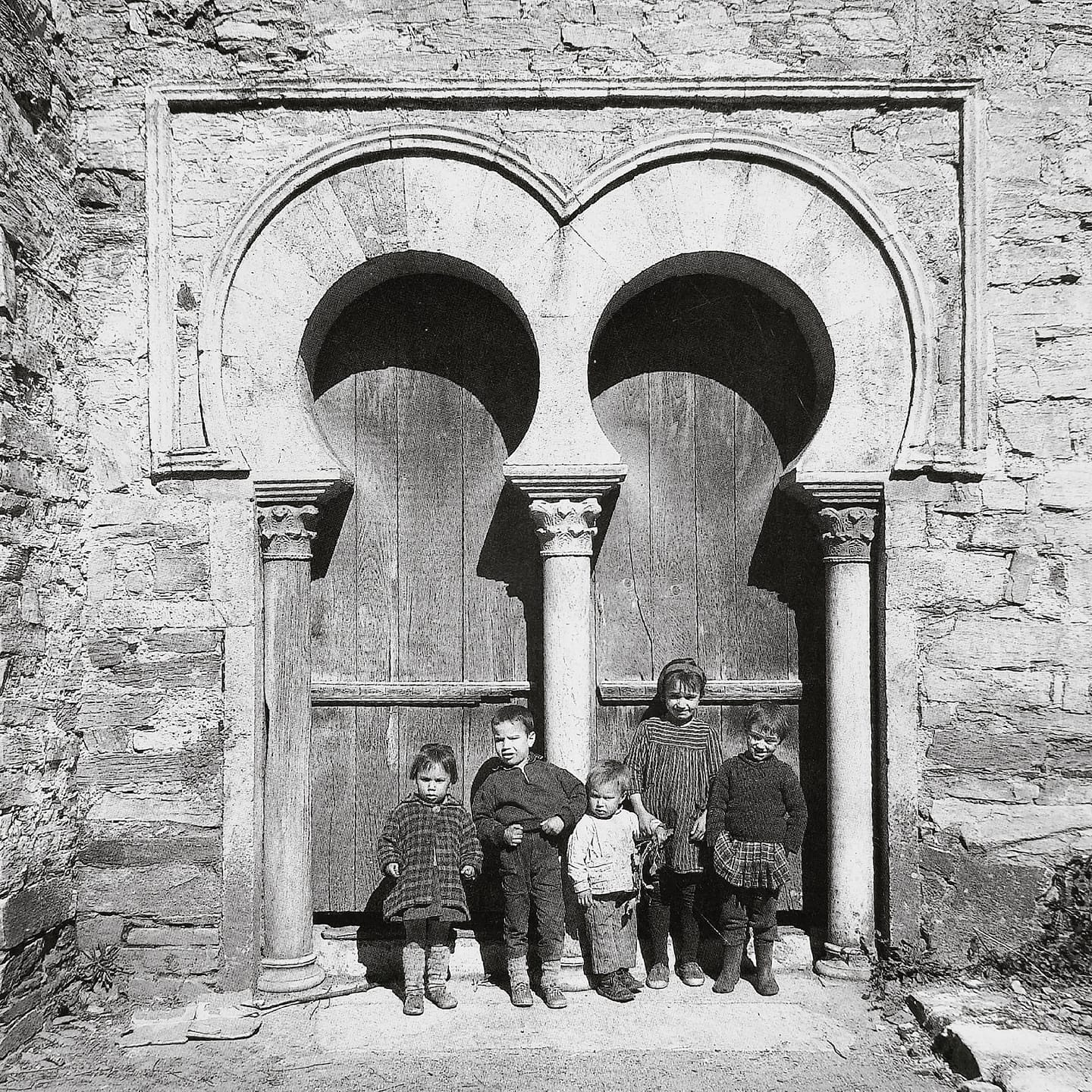
Arcos de herradura del templo mozárabe de Santiago de Peñalba

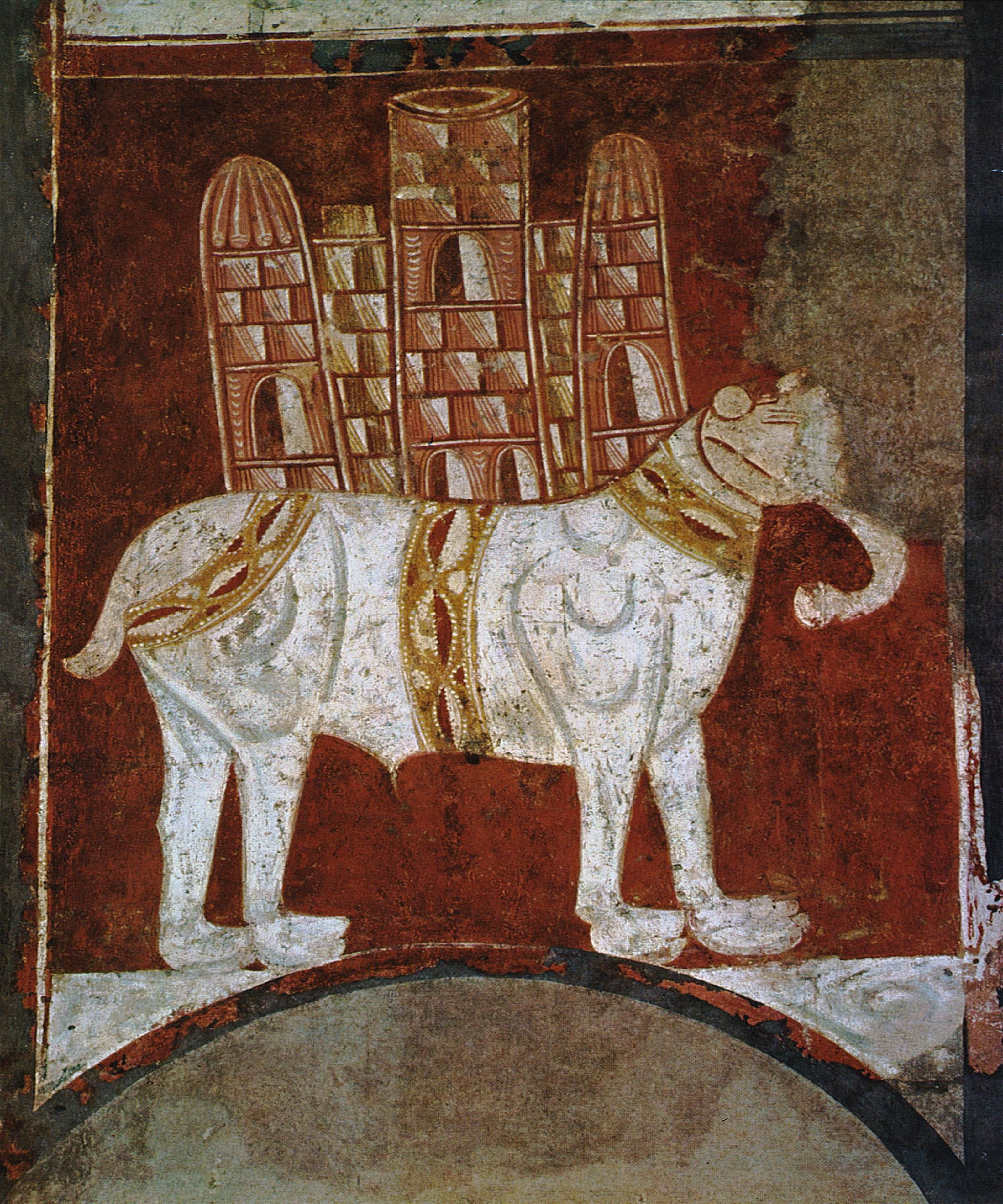
Elefante en San Baudelio de Berlanga

El arte mozárabe, arraigado en el contexto del siglo X, refleja una amalgama única de influencias musulmanas y cristianas. Este estilo artístico floreció principalmente en el reino de León, extendiéndose por los reinos cristianos del norte. La expansión territorial de la Corona leonesa condujo a la repoblación de nuevos territorios con mozárabes, cristianos que habían vivido en zonas musulmanas.
En el año 900, el reino leonés alcanzó la frontera del Duero, lo que generó un cambio en la organización político-administrativa, con la reubicación de la capital de Oviedo a León y la construcción de nuevos recintos defensivos y monasterios.
En la meseta leonesa, surgieron construcciones que van desde iglesias modestas de una sola nave hasta complejos monásticos como San Cebrián de Mazote, San Miguel de Escalada o Santiago de Peñalba. Las élites leonesas, incluyendo la monarquía y figuras eclesiásticas como el obispo San Genadio de Astorga, fueron precursores clave de este arte.
El arte mozárabe destaca por su variedad formal, al fusionar dos tradiciones aparentemente dispares, creando un estilo promiscuo y original en el contexto del prerrománico. Las construcciones mostraban una mezcla única de estilos, experimentando con estructuras abovedadas, cúpulas, capiteles, arcos de herradura de inspiración califal y relieves, así como en la técnica de la pintura mural "a la romana" con influencia andalusí.
El término "mozárabe" no solo designa el arte cristiano del siglo X, sino también a los cristianos que permanecieron en territorio musulmán. José Camón Aznar añadió matices a esta definición, distinguiendo entre el arte mozárabe de cristianos en territorio musulmán y la zona de repoblación cristiana en el Duero.

### Las miniaturas
La pintura mozárabe destaca por su contribución a la ilustración de manuscritos iluminados religiosos, siendo los beatos uno de sus logros más significativos. Las características de la pintura mozárabe incluyen colores vivos y llamativos, particularmente el amarillo intenso, figuras con un estilo a veces bárbaro e infantil, elementos caligráficos, animales fantásticos, letras ornamentales hechas con figuras humanas, motivos arquitectónicos de arcos en herradura y entrelazados caprichosos. Este estilo evolucionó desde un inicial influjo bizantino-merovingio hacia un carácter islámico-carolingio, incorporando elementos de la escuela carolingia y arabescos islámicos.
Ejemplos destacados de la pintura mozárabe incluyen el Beato de San Miguel de Escalada, el de Tábara, el de Valcavado y el de Gerona. Asimismo, la Biblia de León del año 920 y la Biblia mozárabe de León del 960 son notables, con la última considerada como una de las Biblias mozárabes mejor documentadas.

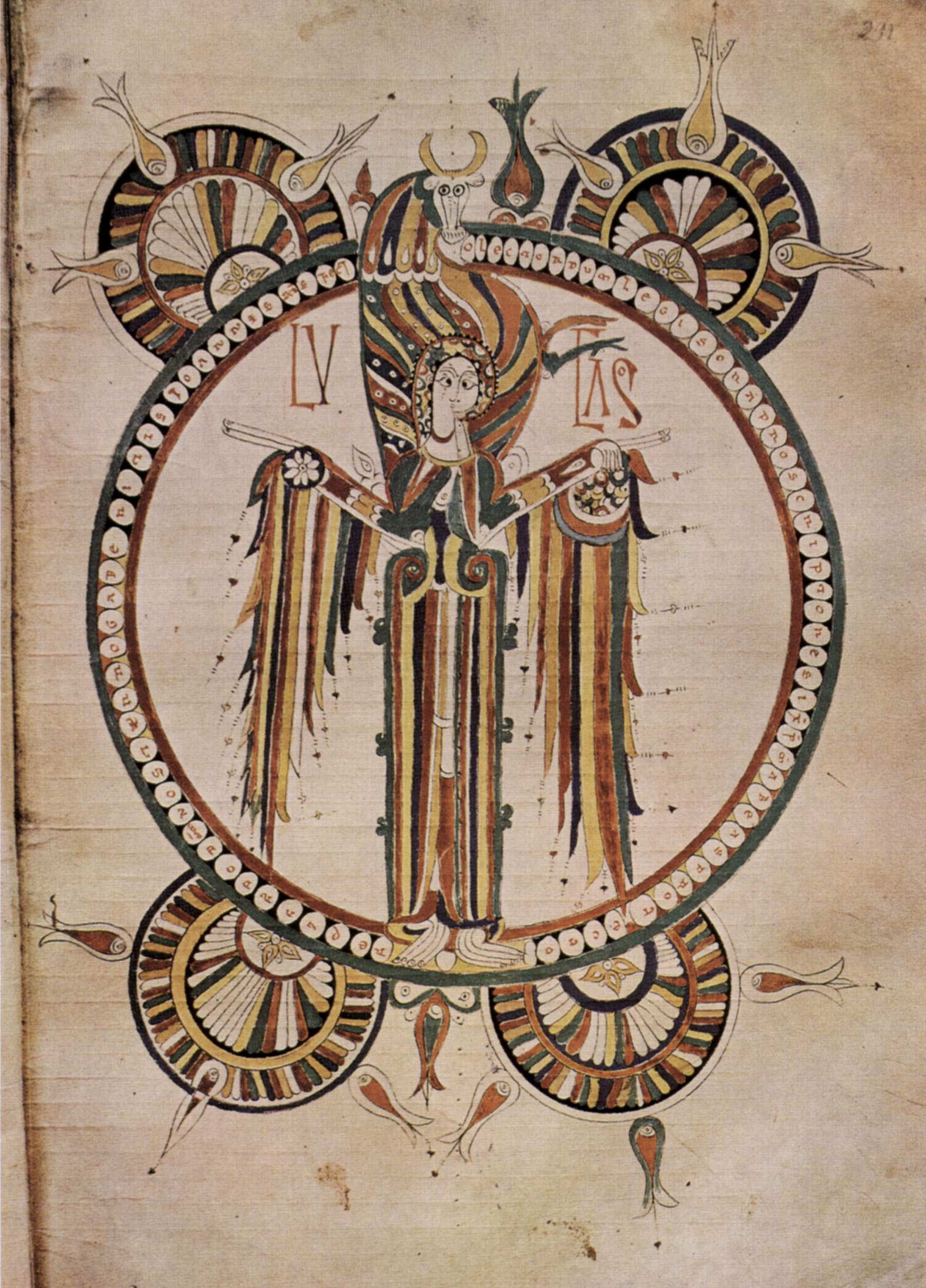
Biblia de León de 920
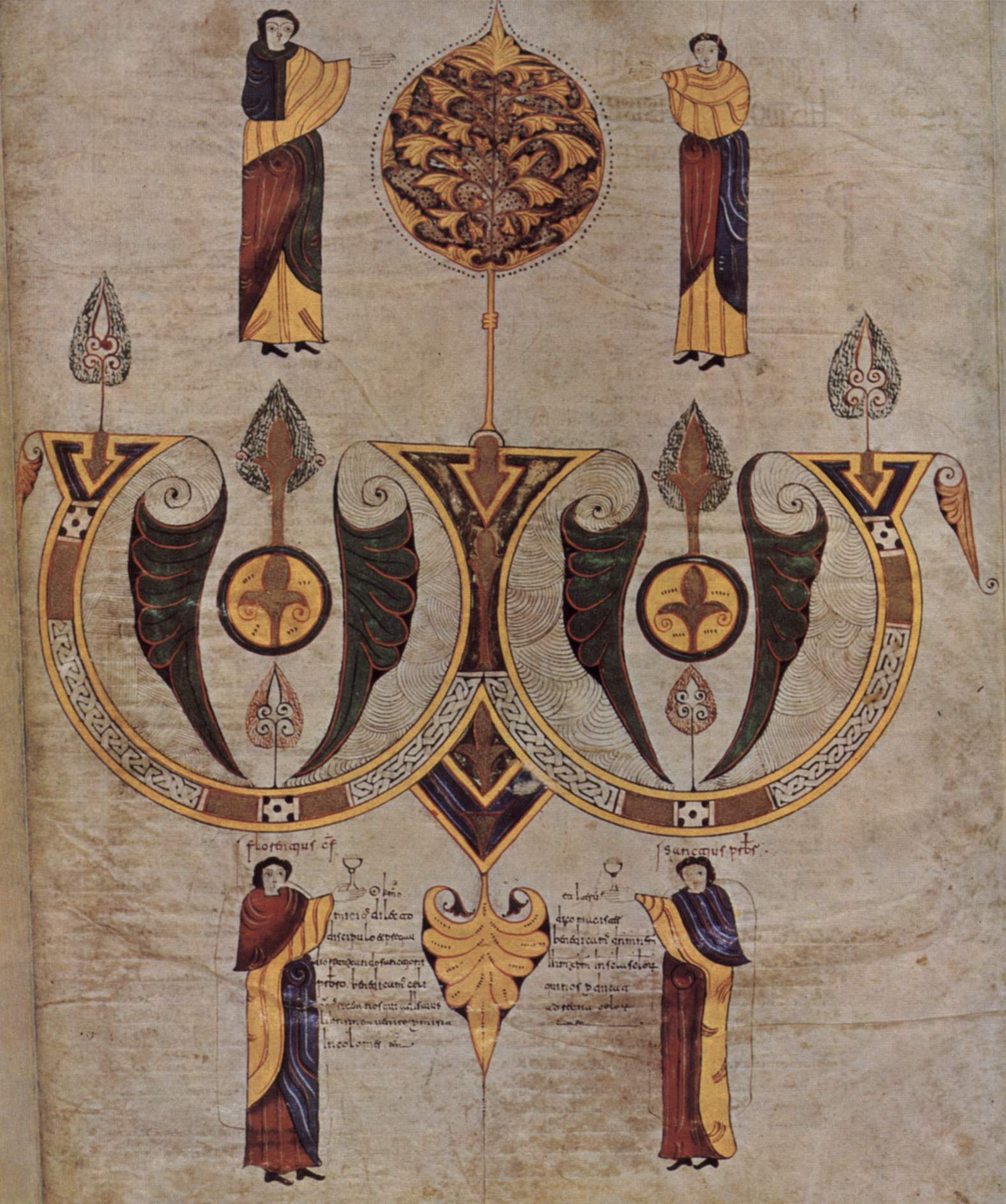
Codex biblicus legionensis
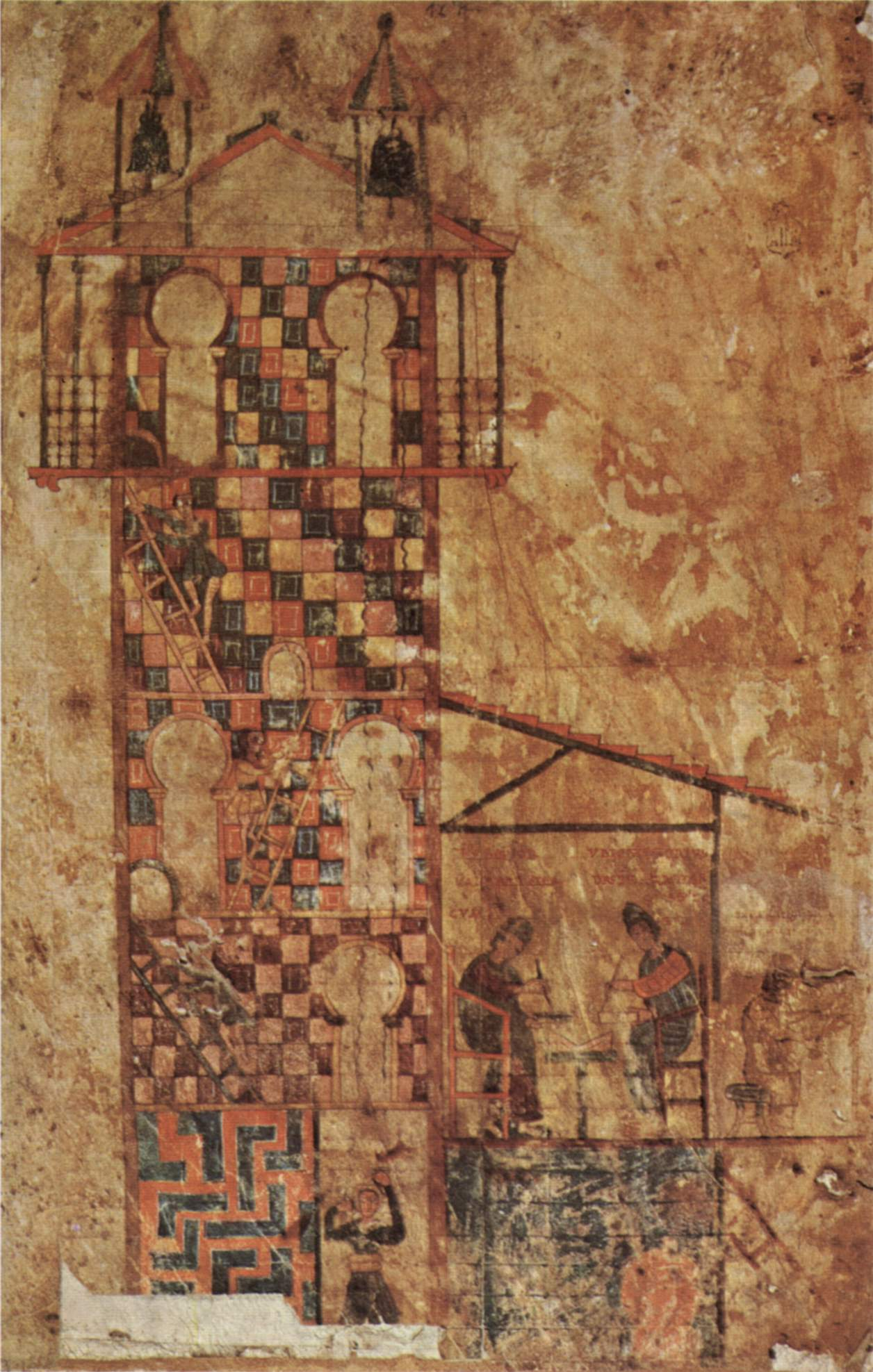
Beato de Tábara
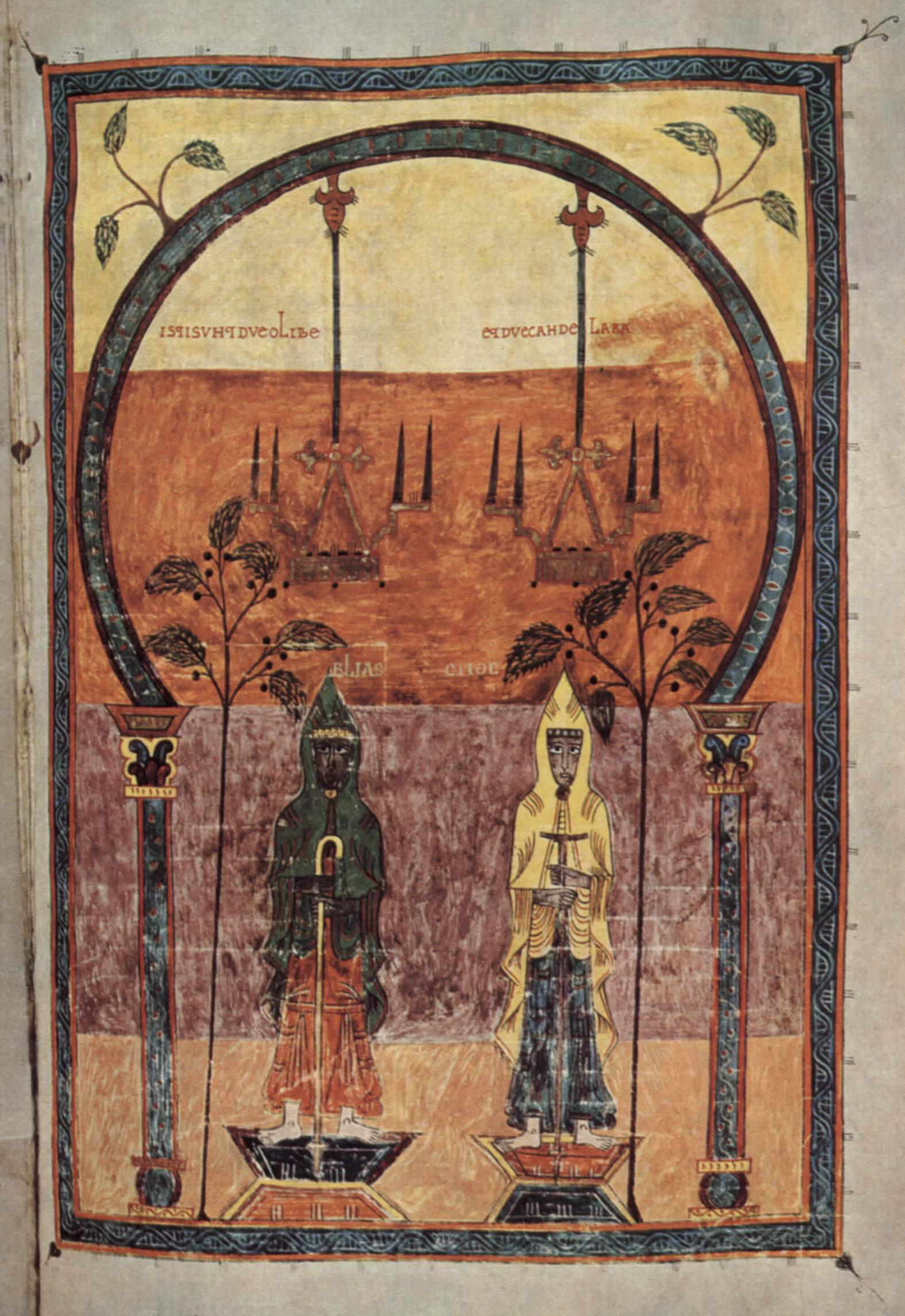
Beato de Gerona
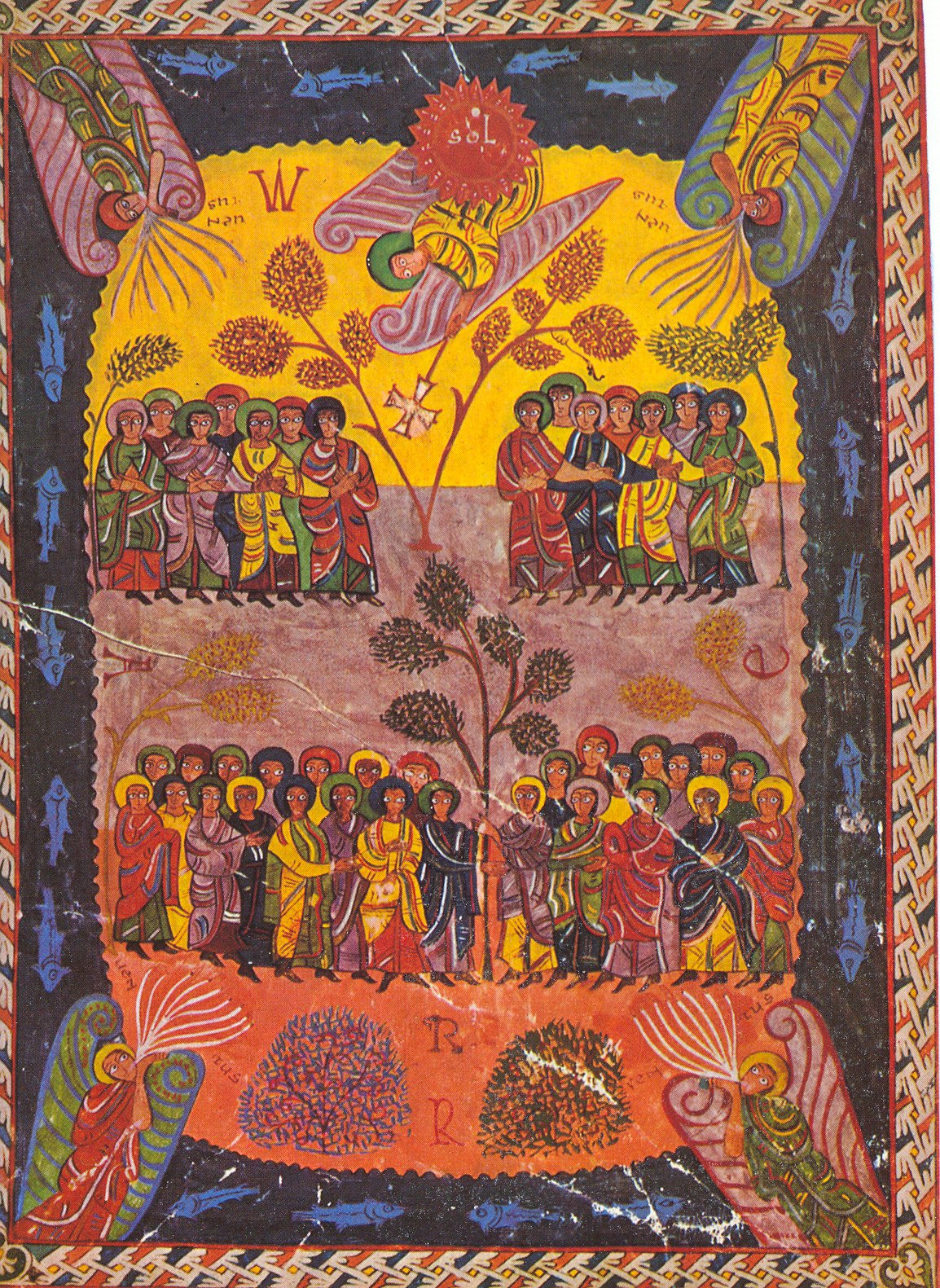
Beato Morgan

## Arte islámico

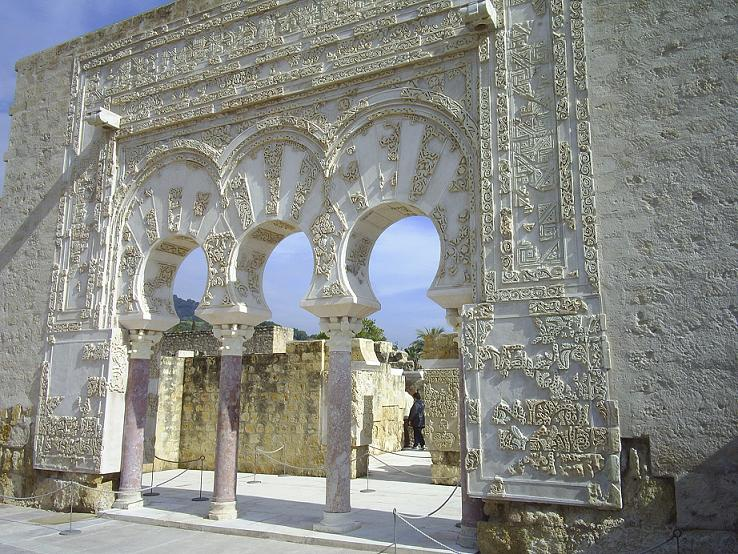
Puerta del primer ministro en Medina Azahara

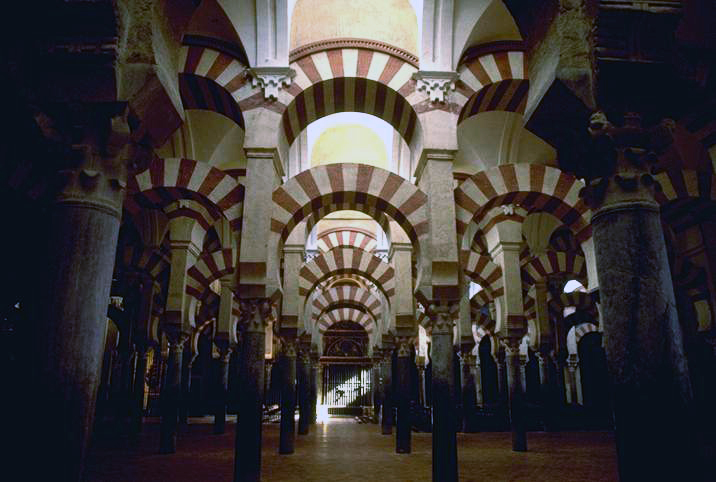
Catedral de Córdoba

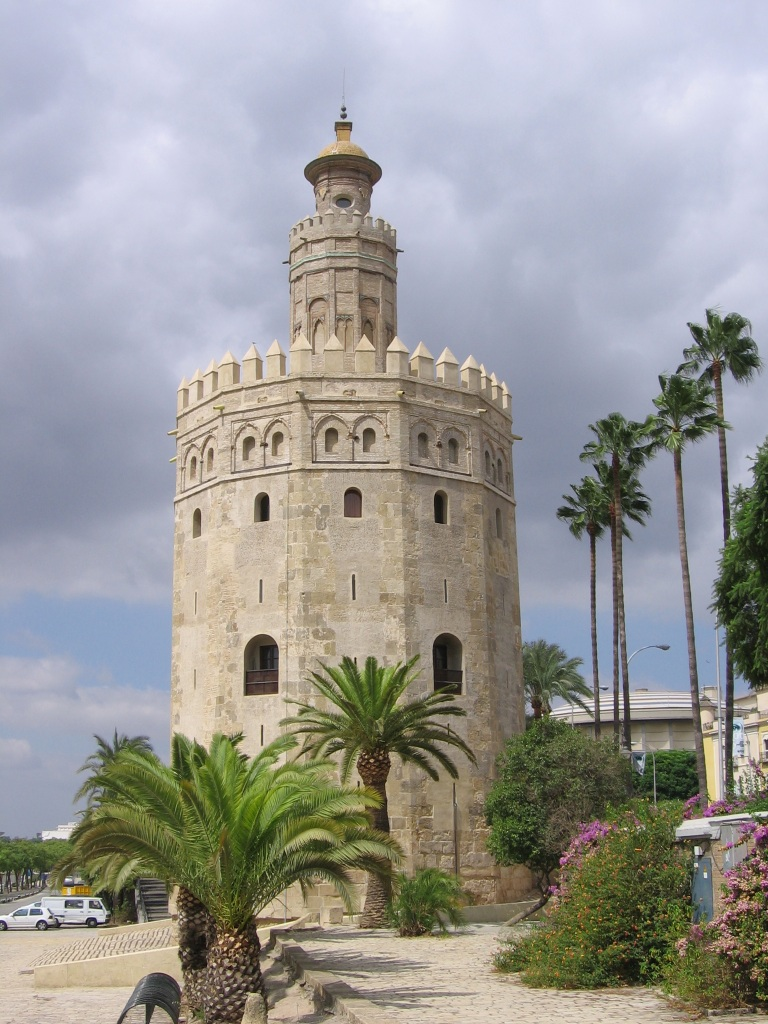
La torre del Oro en Sevilla

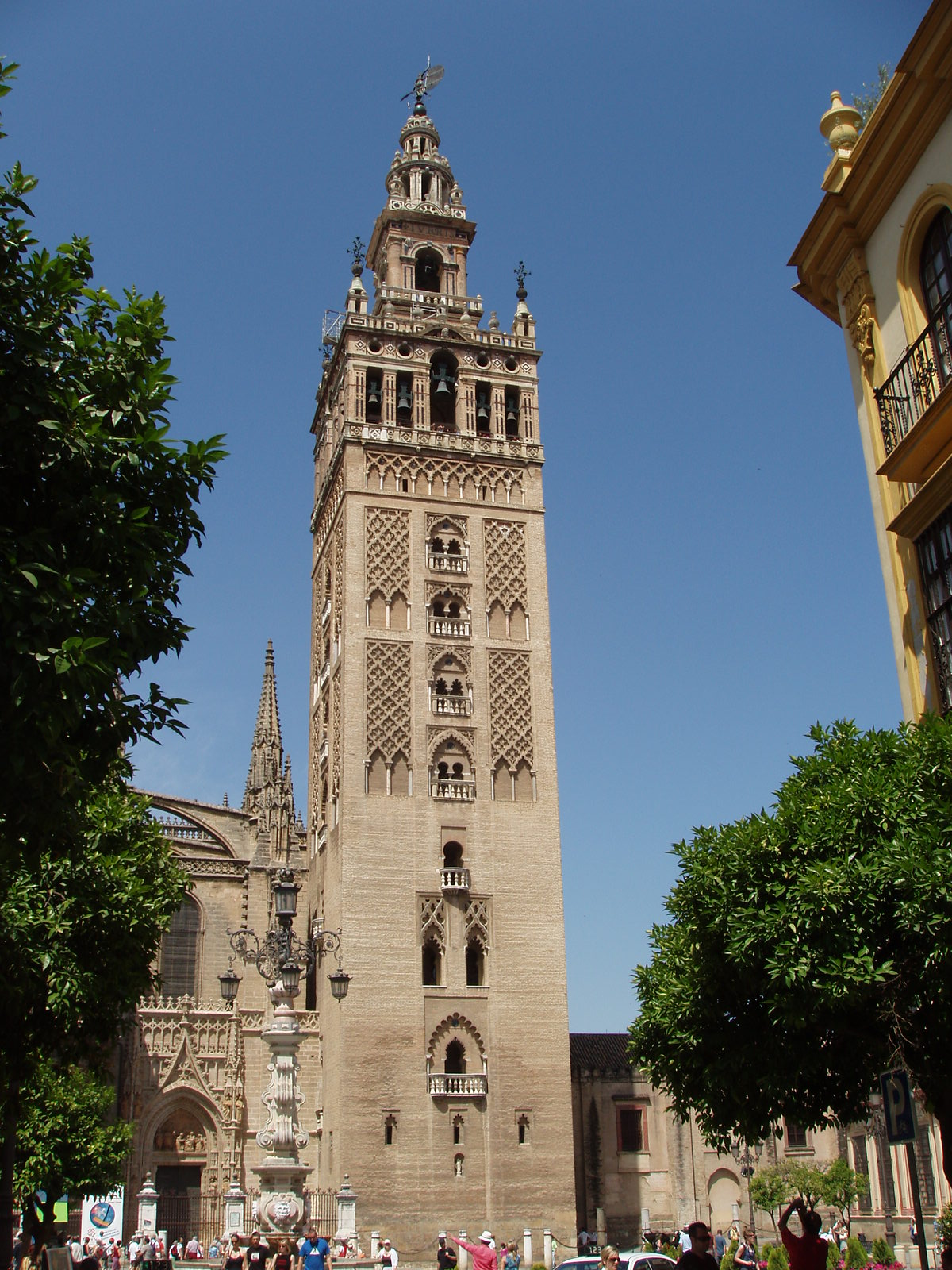
La Giralda, actual campanario de la catedral de Santa María en Sevilla

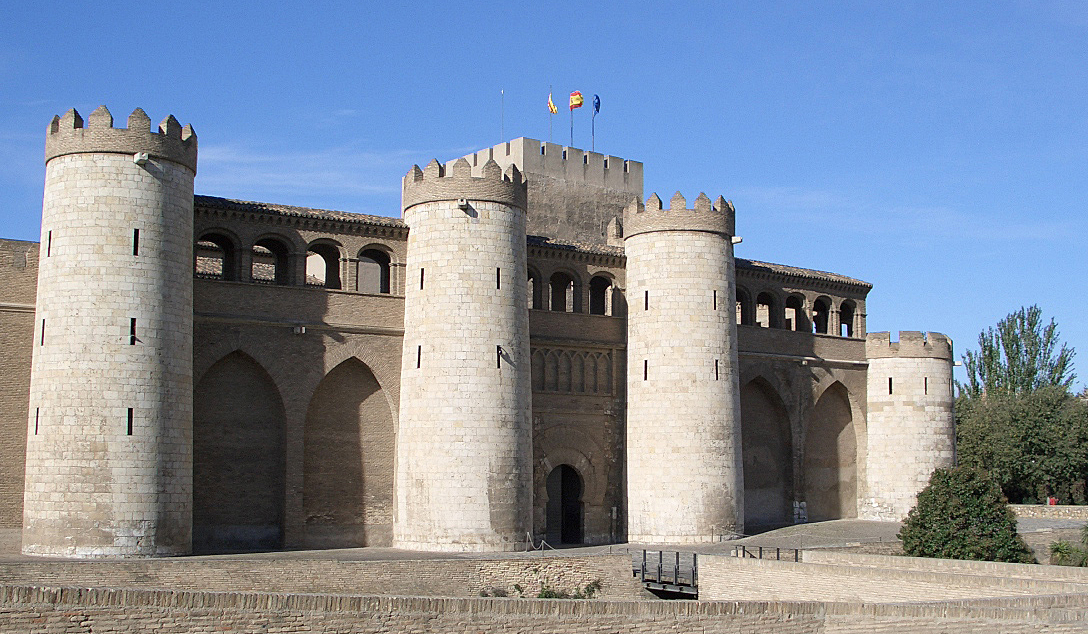
El palacio de la Aljafería en Zaragoza

Varias etapas podrían distinguirse en el arte andalusí: la del califato (siglo VIII–X), la de los reinos de Taifas (siglo XI–XII), la de almorávides y almohades (siglo XII–XV) y la del reino nazarí de Granada, que perduró hasta 1492. El arte emiral y califal son ejemplos señeros la mezquita (catedral hoy en día) de Córdoba y el complejo urbanístico de Medina Azahara. De estos modelos irradia la arquitectura hispanoárabe y se desarrolla haciéndose más compleja en la época del arte taifa. En La Aljafería de Zaragoza los arcos se hacen mixtilíneos y polilobulados, los materiales son más pobres y la apariencia excede a la capacidad funcional del espacio interior. Estas características influyen en el islam magrebí y regresan con las invasiones bereberes a la Península, donde se muestran sobre todo en manifestaciones arquitectónicas almohades, visibles en el cuerpo inferior de la Giralda (alminar de la antigua mezquita aljama) y en la fortaleza albarrana de la Torre del Oro. La filigrana del estuco se densifica en La Alhambra de los reyes nazaríes, con la proliferación del ataurique de cúpulas falsas de mocárabes.
Los musulmanes no crearon nuevas soluciones artísticas sino que adaptan las empleadas por persas y bizantinos pero a diferencia de estos lograron hacer un arte universal como sucedió con el griego y su difusión con el romano. Los árabes hacen una labor parecida a la de los romanos de difusión y extensión de las formas artísticas. Esta difusión se extiende desde Córdoba a la India.
El mérito principal no está en su creación sino en comprender y extender lo creado. Así vemos como parten de experiencias artísticas anteriores y evolucionan sobre ellas. Lo mismo ocurre en el resto de manifestaciones culturales como la filosofía.
Desde el punto de vista artístico en la arquitectura árabe se pueden distinguir el omeya (650-750) y el abassida (750-1238). Existen otros periodos turcos que son una prolongación de estas influencias tártaras, indias y chinas. Todos estos estilos encuentran su eco en España aunque con cierto retraso con respecto al etilo original. En España la clasificación de los estilos arquitectónicos responden a: el periodo cordobés (VIII-X), el periodo taifa y africano (almorávide y almohade: XI- XIII) y el periodo granadino (XIII-XV).
Se crea una cohesión religiosa en España hacen profesión de fe religiosa, oraciones 5 veces al día, limosna como sistema fiscal, ayuno en el Ramadán, la peregrinación a lugares santos, etc. El arte se interesa por el desarrollo de una serie de edificios: palacios para el poder político y mezquitas para el poder religioso, donde tiene lugar la oración del viernes. Se trata de un arte ecléctico que hace uso de todo tipo de materiales, plantas y elementos decorativos, que proceden del mundo romano cristiano, paleocristiano y persa, retoma estos elementos.
Rechaza la escultura y la representación de seres vivos y por otra parte utiliza la escritura monumental. Las tipologías de edificios son: mezquita hipóstila que será con una techumbre sustentada por varias columnas, estas mezquitas tienen dos zonas diferenciadas: patio porticado (sham) y sala de oración (haram). También existe el "mirab" que es la capilla donde se coloca el imán para dirigir la oración y aquí se guarda el ejemplar del Corán. El mimbar es donde se sitúan las autoridades y equivale a las tribunas de occidente. El sabat es una especie de camino que permitía el acceso diferenciado de las autoridades en la mezquita.
La localización de los edificios árabes: la parte norte no conserva edificios árabes, luego el arte árabe influirá en los reinos de la península y origina el estilo mudéjar. El edificio más representativo del arte califal es la mezquita (ahora catedral) de Córdoba.
Aquí se pueden ver los elementos característicos del arte califal. Se inicia en el siglo VIII y termina en el IX pero luego se hacen reformas. Es una arquitectura orgánica, en continuo crecimiento que es la clave de la arquitectura musulmana.
Los árabes emplearon el arco de herradura, con policromía rojo y blanco, menos en la parte superior que usan el arco de medio punto para sustentar la techumbre, la utilización de este arco de herradura al principio se inspira en la arquitectura visigoda y las columnas son lisas sin fuste decorado y algunas fueron utilizadas de edificios anteriores. Los capiteles presentan una decoración vegetal muy tosca y están inspirados en los corintios clásicos. Hay ménsulas de modillones de rollo, esto es una supervivencia de la arquitectura anterior como el solar donde se edificó la mezquita era San Vicente. La velocidad con que Abderraman terminó la obra no se puede entender sino consideramos que los elementos eran de un edificio anterior que tenía 5 naves y las convierte en 11 más cortas, retocando algunos elementos decorativos y añadiendo el mirab.
Existen dos tipos de arco de herradura: el visigodo y el islámico. La diferencia está en que en el visigodo se observa en su peralte con intradós y extradós concéntricos que en este arco califal se descentran y el extradós deja de ser paralelo, solamente en las primeras dovelas es paralelo y veremos como se va ensanchando.
Otra novedad es la decoración de los arcos, mediante colores distintos o mediante el alternado de dovelas con relieve, este tipo de relieve se llama ataurique que son formas vegetales con un efecto ornamental. Las enjutas se decoran con círculos de ataurique. Hay que considerar que aunque aparentemente las dovelas están dispuestas radialmente solo las dovelas serán radiales desde la mitad del arco para arriba y paralelas desde la línea de impostas hasta el final del arco. Esta disposición se llaman dovelas enjarjadas, las que están por debajo de la línea de imposta y van encajadas con el muro.
Otra solución será el coronamiento del edificio y la utilización de un nuevo tipo de cúpula de nervios gruesos. Será una bóveda de crucería pero los nervios no se cruzan en el centro dejando el espacio central vacío. Harán bóvedas de arista y de cañón.
La cúpula califal será la más usada y se empezó a usar en tiempos de Alhakén II y en la mitad del X tuvo una gran difusión. Los precedentes aparecen en Mesopotamia y en el Kurdistán.
Al Hakam II hizo 4 de estas bóvedas que ocupan la parte central del tramo de su ampliación y otras tres la mabsura, en una de ellas los espacios centrales se decoran con un sentido de horror vacui que les hace cubrir todo de decoración. Esta profusión de la decoración es propia de la sensibilidad árabe. Para sustentar esta bóveda aparecen bóvedas decoradas con gallones que permiten el paso desde la figura circular al cuadrado mediante las trompas.
El Mirab de Alhakén II es el definitivo y se localiza en el muro fronterizo sur y era el lugar destinado a capilla. Tiene el clásico arco de herradura aunque en su época era preferido el de medio punto lobulado que aparece como decoración en el friso, siempre aparecen en número impar. La costumbre se irá complicando y concluirá en los arcos decorativos granadinos. Quiso poner de relieve la magnificencia del lugar, recubre las jambas con mármol y los arcos con ataurique. Posteriormente recubre el resto de la fachada con mosaico de vidrio de origen bizantino.
La torre no es la original porque los cristianos la revistieron con formas renacentistas y solo mantiene el interior. En la fachada hay arcos de herradura y un pequeño templete en el interior. Se introduce el sebka como decoración.

### Arte nazarí

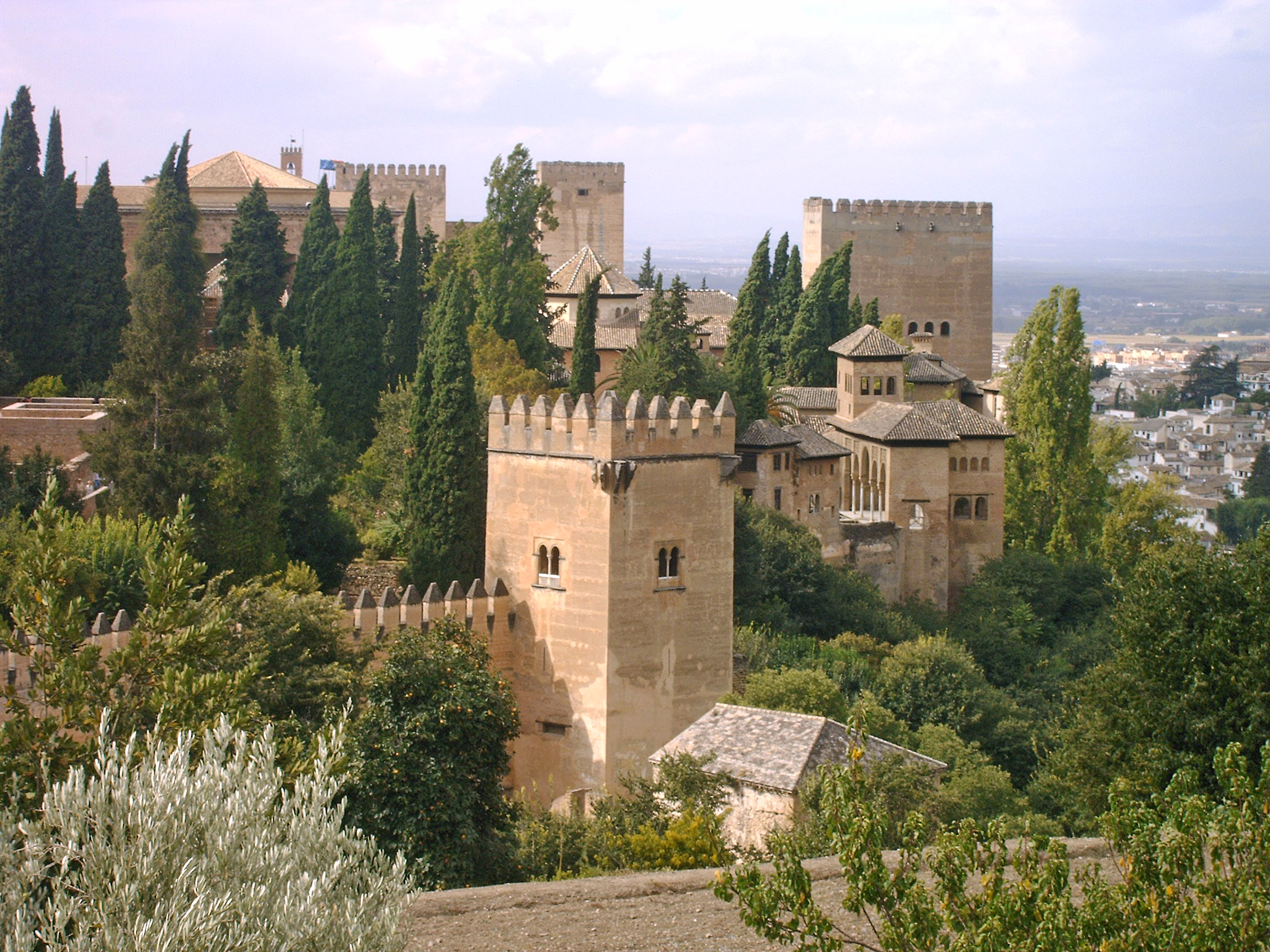
Parte de la Alhambra en Granada

En el XIII se crea el reino de Granada que engloba a las actuales provincias de Málaga, Granada, Almería y Jaén, se da del siglo XII al siglo XV. Lo más característico es la Alhambra de Granada.
La empezó a construir Mihamer I sobre una fortaleza existente de unas colinas de Granada. Por el color rojizo del ladrillo recibe el nombre de Alhambra. El núcleo principal no se construye hasta el siglo XIV por Yusuf I. Alrededor de esta parte central se desarrollan patios y cámaras, centrado en el patio de la Alberca o de Arrayanes. La vegetación es un elemento arquitectónico más, lo único eterno y duradero es Ala y por eso se levanta con elementos perecederos para no durar eternamente y no rivalizar con Ala. Se consigue el ideal musulmán de paraíso terrenal. Materiales pobres, rica decoración con yeso y mocárabes. No se representa la figura humana por la religión y se recubre con decoración vegetal y epigráfica de textos del islam. Al fondo del patio estaría el salón del trono o Comores. A la derecha otro patio que es el de los leones, construido por Mohamed V con una fuente central sostenida por leones, está rodeado por arquerías con columnas con efecto escenográfico y sensación de monasterio, a los lados del patio está la sala de los aberienajes y de las dos hermanas. También hay habitaciones, baños, estancias y zonas de recreo. Con la construcción del patio se buscaba no dejar impasible al visitante.

### Arte mudéjar

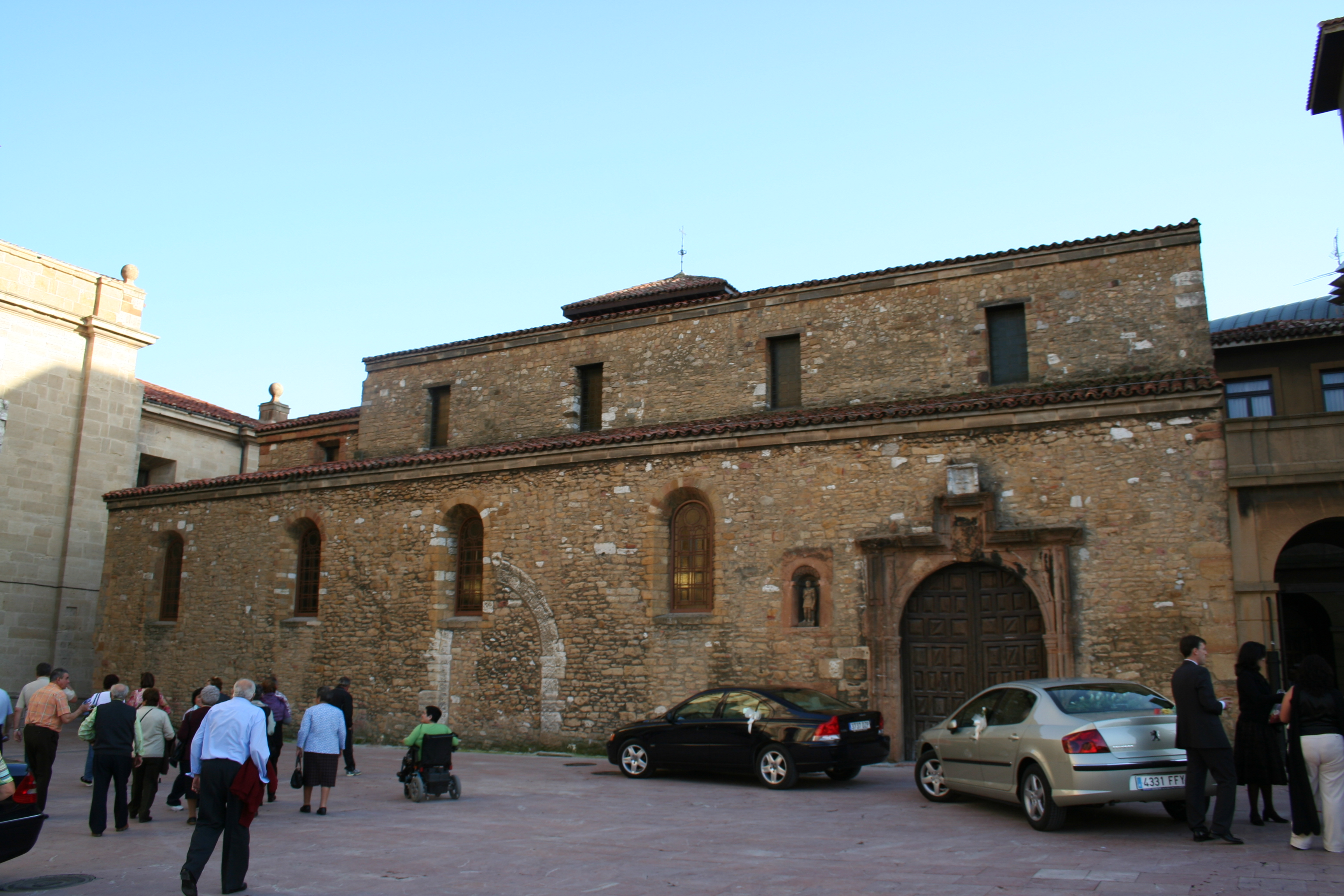
Exterior la iglesia de San Tirso

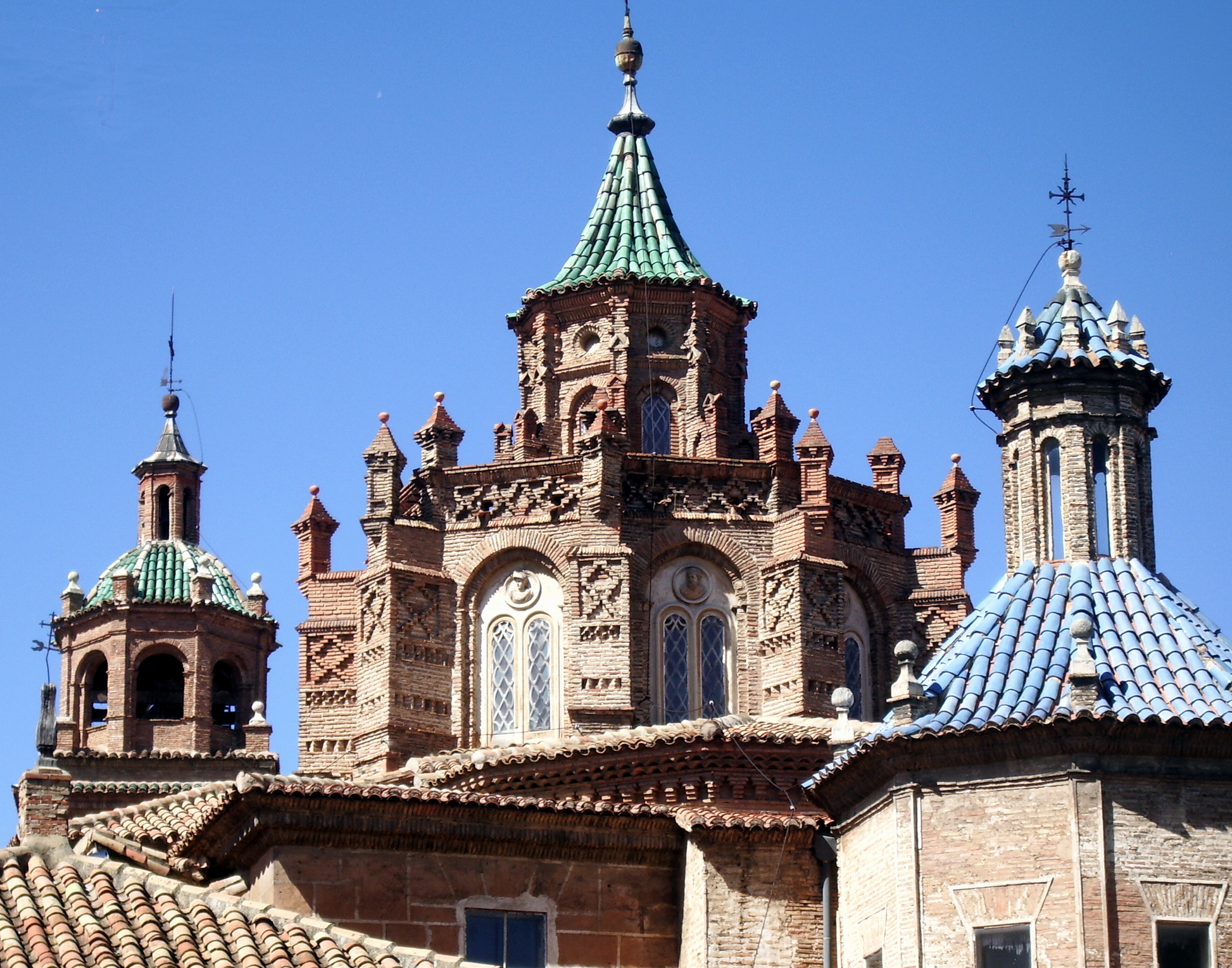
Cimborrio mudéjar de la catedral de Teruel

El arte mudéjar es la producción artística de los musulmanes a servicios de los cristianos. Al avanzar la reconquista los musulmanes se someten a la administración cristiana, en el norte los cristianos no contaban con artesanos y se ven obligados a contratar a musulmanes y recurren a alarifes para levantar sus obras. La técnica musulmana avalada por siglos se ponía a servicio de los cristianos. Utilizan sus ideas y caprichos estéticos. El nombre de mudéjar se alterna con el de morisco y fue Amador de los Ríos quien acuñó el término mudéjar que se utiliza para nombrar al producto mixto de los moros y cristianos. No se trata de un producto original sino una simbiosis de sistemas constructivos y decorativos. En esta mezcla de estilos es donde reside la originalidad y no en utilizar nuevas formas constructivas.
El estilo mudéjar no es uniforme en toda la Península sino que es muy variado. Elementos mudéjares se encuentran repartidos por toda la península y se dan variedades locales. No hay casi elementos mudéjares en la zona de Cantabria y Pirineos y abunda en Toledo y valle del Ebro. Esta localización se va a entender teniendo en cuenta la cronología del avance cristiano. Hasta el siglo XII no se puede hablar de arte mudéjar pues los cristianos solo tenían reinos en el norte y en torno al valle del Duero. Solo con las conquistas de Fernando I y Alfonso VI de Castilla y con la ocupación del valle del Tajo y Toledo se ponen en contacto el pueblo islámico y cristiano.
Los constructores emigraron de una forma voluntaria durante los siglos IX y X y durante la época mudéjar empiezan a trabajar para los cristianos en el siglo XII y continúan haciéndolo hasta el siglo XVI siendo forzados a hacerlo. Estos constructores musulmanes se van a ver absorbidos por la cultura cristiana más fuerte.

## Arte románico

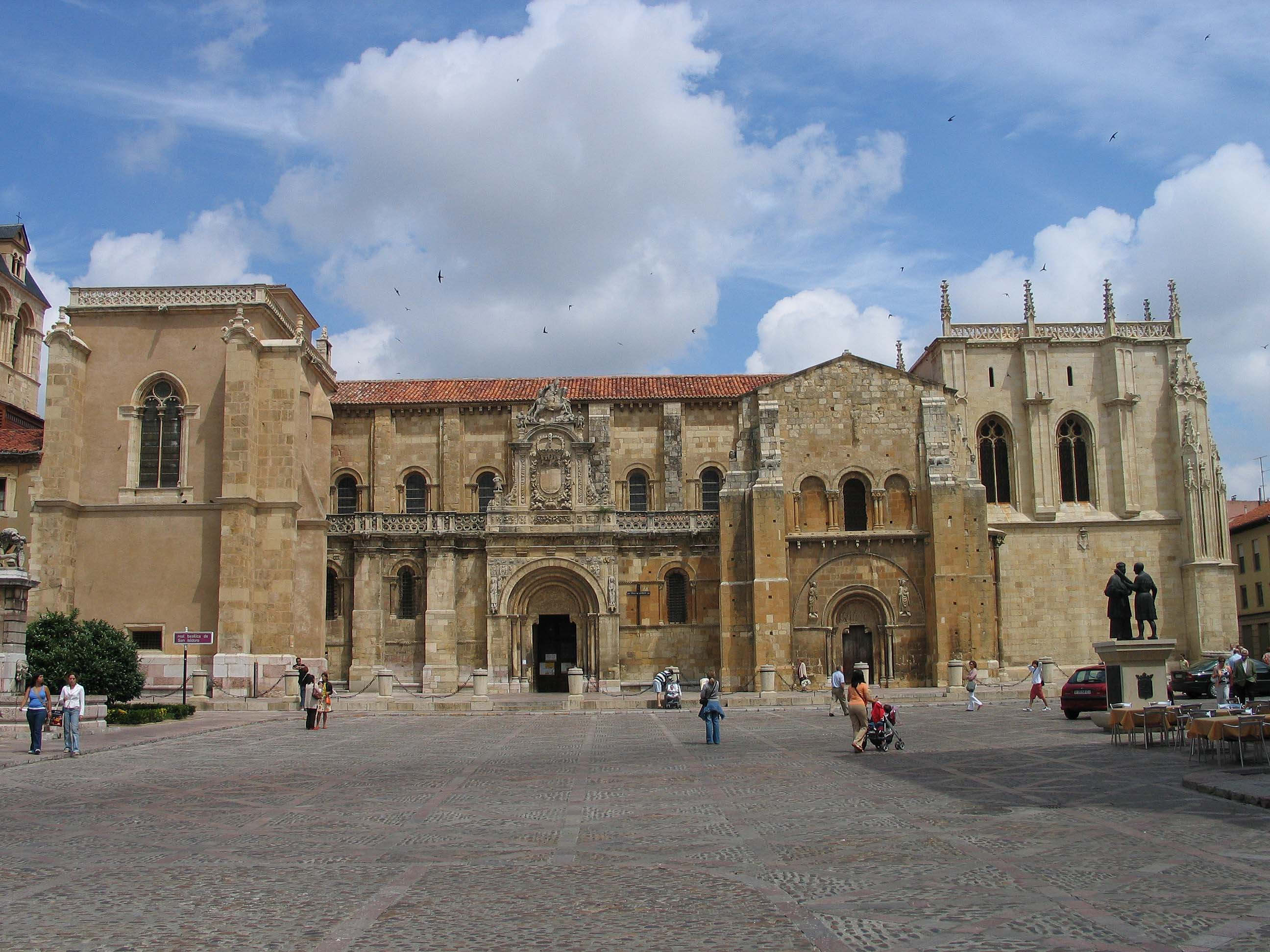
Basílica de San Isidoro de León

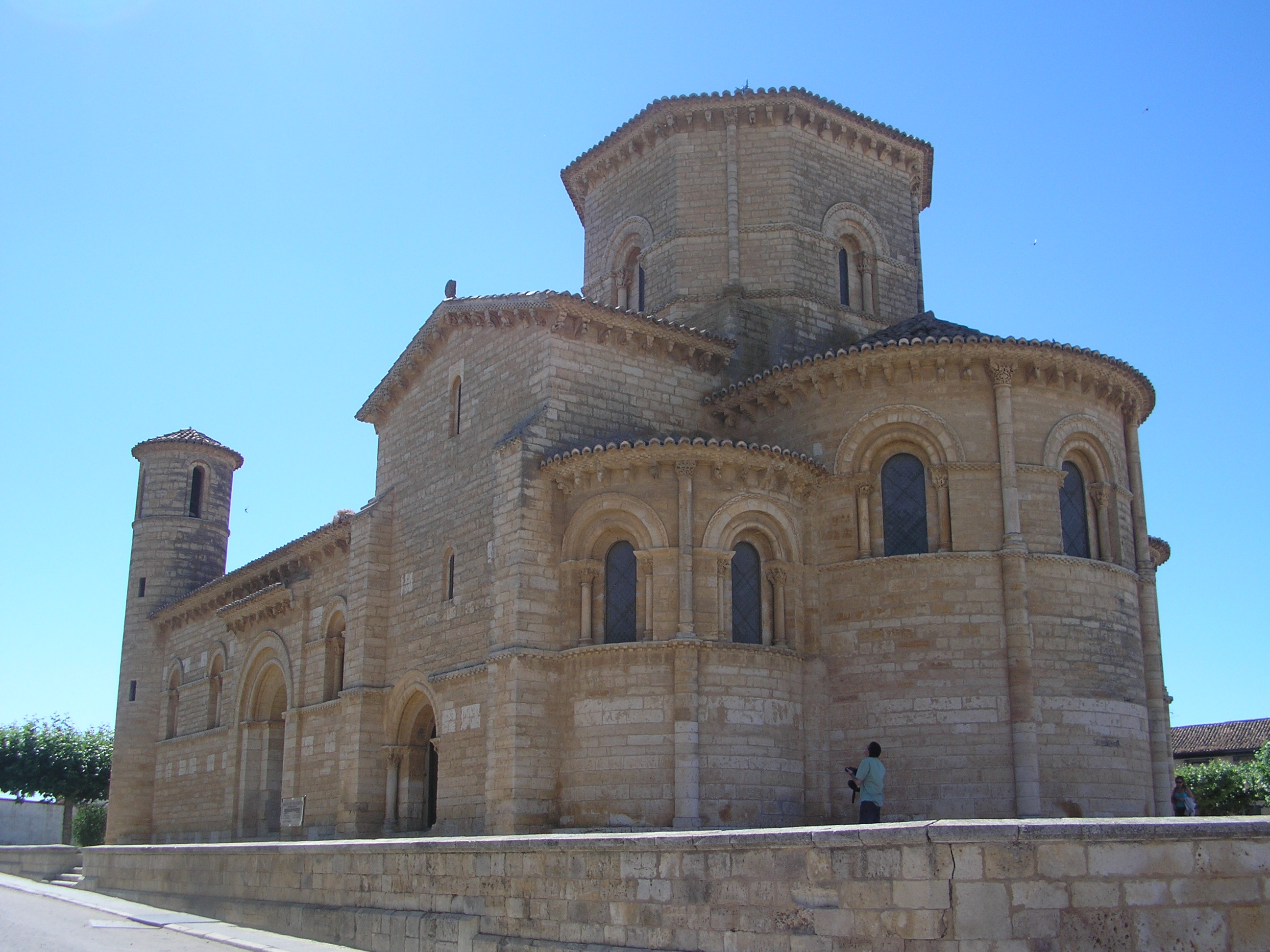
Iglesia de San Martín (Frómista) en la provincia de Palencia

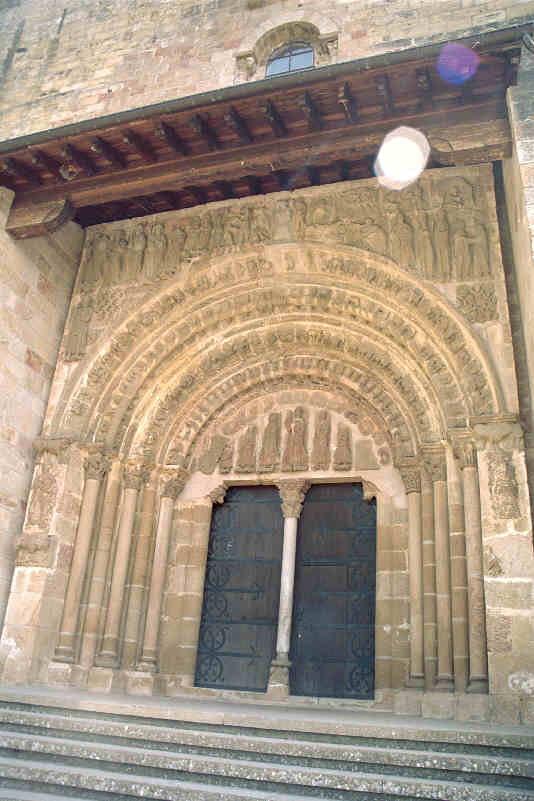
Porta Speciosa del Monasterio de Leyre, en Navarra (España)

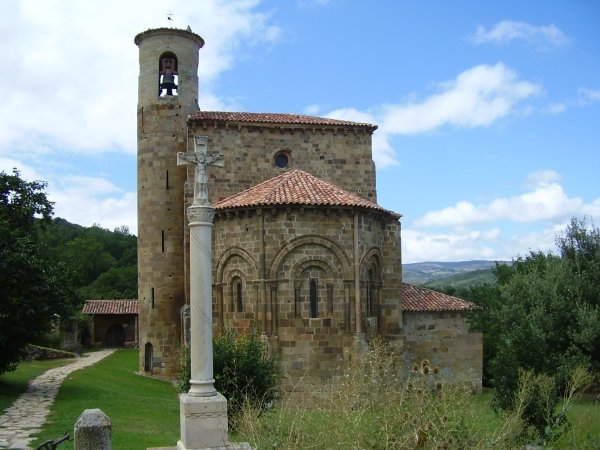
Colegiata de San Martín de Elines, en Cantabria (España)

El románico es un arte religioso, feudal y aristocrático. Los clérigos tienen los mismos intereses que la nobleza y desde los monasterios se establecerá el arte románico.
Del s. V al s. X se desarrolla en España estilos prerrománicos (visigodos, mozárabes, astures). A partir del siglo XI va a aparecer el románico como representación del feudalismo. Las iglesias de esta época son un hito en la arquitectura de todos los tiempos.
Esta arquitectura nace en España y tiene su primer foco creador en el Imperio de Carlomagno, la reforma de Cluny a principios del s. X es el factor determinante de la arquitectura. Sus obras son iglesias y monasterios de proporciones descomunales hasta la fecha. Los monasterios están en lugares separados y se establecen como baluartes de defensa en España había una economía autárquica, cerrada, al ir transcurriendo el s. X se establece una economía sin relación con otros mercados. La sensación de progreso no se da hasta la Alta Edad Media. Todo lo que se produce está dirigido por lo divino y la iglesia, con visión cósmica y moral. Este espíritu se da en el estilo románico a partir del s. X. Este florecimiento de una nueva cultura es inseparable de la iglesia medieval.
Forma arquitecturas pesadas, macizas. Es el reflejo de una nueva demanda social y estas formas y en general toda la sociedad está determinada por la religión como consecuencia de la sacralización de la sociedad.
El arte fue considerado como un algo estético y no como una creación del culto. El románico es formalista. La pintura y escultura solo se concibe como elementos complementarios de la arquitectura. Toda la representación cumple una función ornamental dentro de la iglesia y constituye una manifestación de lo sagrado. La iglesia románica es de mayor dimensión que la necesaria para la población. Esta mayor dimensión no se debe a satisfacer una necesidad humana sino para satisfacer a Dios. Debe ser estudiado como el suelo y espacio que el hombre atribuye a Dios. Se olvidan las proporciones humanas del clasicismo. Es el primer estilo universalizado en occidente desde la caída del Imperio Romano. Se extiende por toda Europa y es la manifestación del cristianismo medieval. En España tiene contacto con el musulmán, apareciendo ejemplos como el mudéjar. El románico es abundante al Norte del Duero y Ebro ya que las regiones meridionales estuvieron bajo dominio musulmán.
Se establecen dos corrientes dentro del románico en España, una de los antiguos se da en Cataluña durante el s. X, XI y XII, con influencias de Milán, Bérgamo, Pavía y Brescia. Otra viene del sur de Francia. En Cataluña se levantan iglesias para los altos clérigos y nobles feudales. La otra corriente del románico se infiltra en España por el Camino de Santiago y comienza a aparecer en el siglo XI. Va a determinar el estilo riojano, galaico y asturiano del siglo XI y XII. Este papel arquitectónico es más evolucionado que lo lombardo y va a ser los clérigos benedictinos los que lo introducen. El primero es impulsado por los lombardos y el segundo por los cluniacenses. Se introducen dos estilos destacados en menos de un siglo de diferencia. Se diferencian en algunos detalles pero en el fondo tienen el mismo concepto.
El primer estilo se desarrolla en Cataluña fundamentalmente en la periferia de los Pirineos, la tipología es lo más importante en la iglesia románica donde aparecen elementos característicos y recurrentes constituyendo el prototipo de iglesia románica. En planta puede aparecer una basílica de tres a cinco naves en la que se le pueden añadir capillas semicirculares, cabecera y crucero. Se orienta al Este (hacia Jerusalén). Va a aparecer la nave de crucero que sobresale en planta. En el cabecero se abren 2, 4 o 6 capillas semicirculares visibles en el exterior que están realizadas en piedra. Otra característica del románico es la prolongación de las naves que se unen por la cabecera mediante la girola lo que va a permitir que sean iglesias de peregrinación. El campanario tiene sección cuadrada y gran altura y no está dentro del edificio sino que aparece a los pies o en la cabecera.
La otra tipología clave son los monasterios con un eje central, que es un patio, que tiene forma cuadrada y en l aparte que da al patio tiene un arquería y un deambulatorio destinado a los monjes. Este claustro tiene dos pisos, el segundo con arquerías y con las celdas para los monjes. Las dependencias internas tienen usos múltiples. Aparecen bóvedas de cañón y techumbres planas. Se confía en el espesor de los muros para sostener las bóvedas de cañón, otro elemento característico es la columna, olvidando la proporción clásica, es una columna muy gruesa y con fuste cilíndrico. Aparece también un pilar cruciforme que nace debido a las necesidades de la cubierta románica al sustentar la techumbre plana de madera por arcos transversales y al descansar esta sobre arquerías, es necesario multiplicar los apoyos del pilar cuadrado y se crea el de cruz, al que se le irá añadiendo columnas adosadas. Se irá complicando según la demanda de la nueva cubierta. Aparece la trompa, las cubiertas serán bóvedas de cañón y las cúpulas en el cimborio, que es la torre sobre el crucero. El arco más destacado es el de mediopunto y la bóveda de cañón y arista, donde se cruzan dos arcos de medio punto. La bóveda de cañón se usa para la nave central y la de arista o la de cuarto de cañón para las laterales.
La bóveda de cañón de la nave central está sustentada por arcos fajones. También aparecen arcos formeros en paralelo a la nave central, y estos arcos fajones y formeros cuando sujetan la nave de crucero se llaman torales. Estos arcos fajones cuando son apuntados se les llaman arcos diafragma. Estos arcos fajones descansan sobre pilares o fuertes columnas con fuste liso.
En el crucero donde se cruza el transepto con la nave mayor aparece el cimborrio que es una bóveda semiesférica que transmite sus fuerzas de una forma circular a otra cuadrada mediante trompas o pechinas. A veces en el cimborrio aparece un templete con una cúpula horadada de vanos denominado linterna.
En el exterior lo problemático es consolidar la solidez del exterior y utiliza estribos que además de sustentar dan un aspecto ornamental. Al utilizar esta gran bóveda de cañón en la nave central los estribos se ven insuficientes y se colocan bóvedas semicirculares en los lados para permitir el paso a los muros y estribos de forma más graduada. Este sistema con la utilización de bóvedas de medio cañón también aparece en el ábside que está rodeado de capillas con bóvedas de medio cañón llamadas horno. También aparece el muro compuesto conformado por arquerías ciegas corridas que atenúan la presión del muro circular y aparecen en la cabecera de todos los ábsides. Otro elemento característico es la portada multiplicándose los arcos de medio punto que obliga a multiplicar los elementos sustentantes. Los arcos de medio punto se corresponden con columnas lo que produce un abocinamiento, que tiene decoración vegetal o de forma humana. Aparece el tímpano decorado con relieves con temas geométricos o figurativos. Si en el espacio vacío que hay en el arco es muy grande se coloca una columna en el medio denominada parteluz.

## Arte gótico

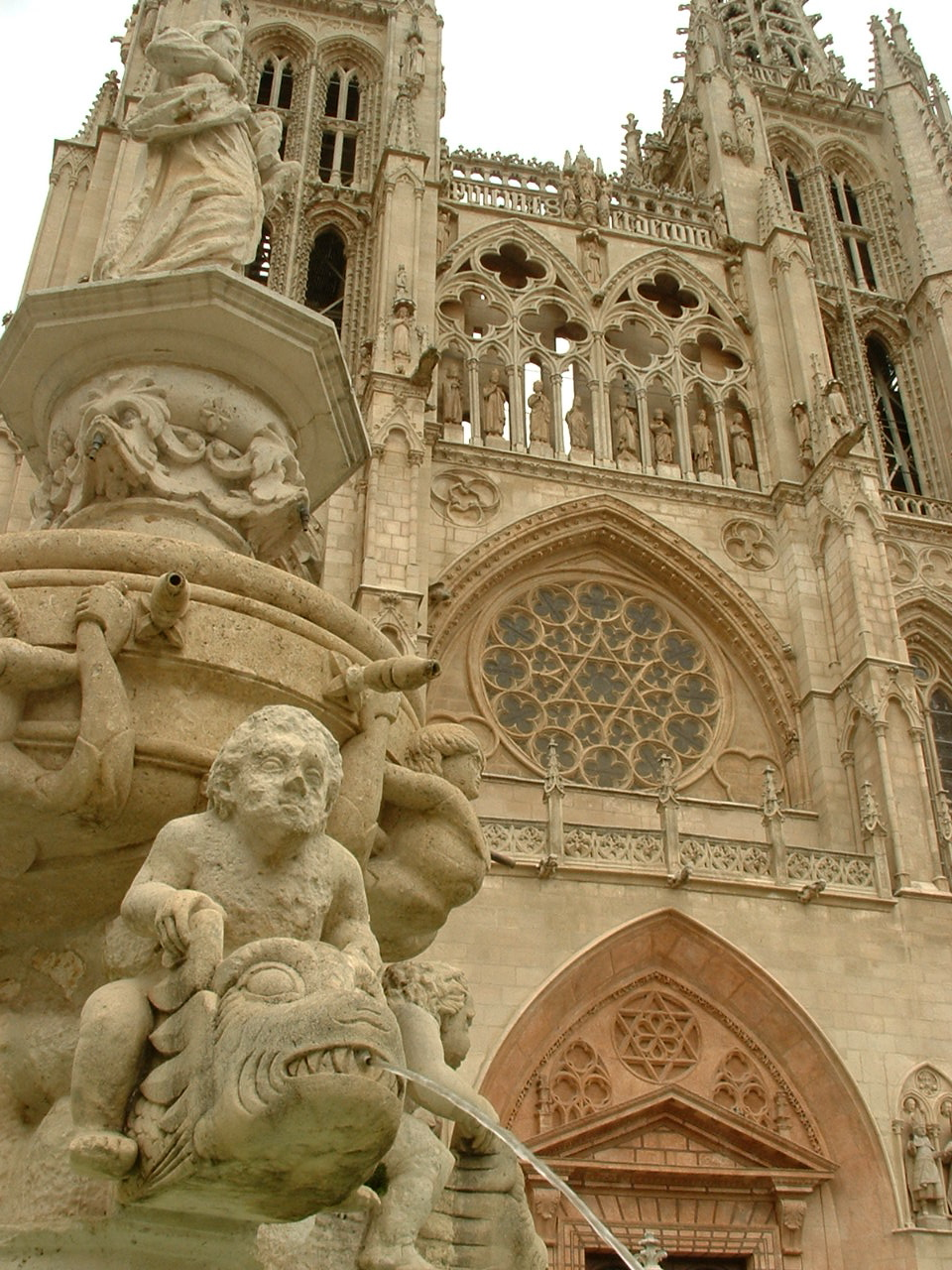
Catedral de Burgos

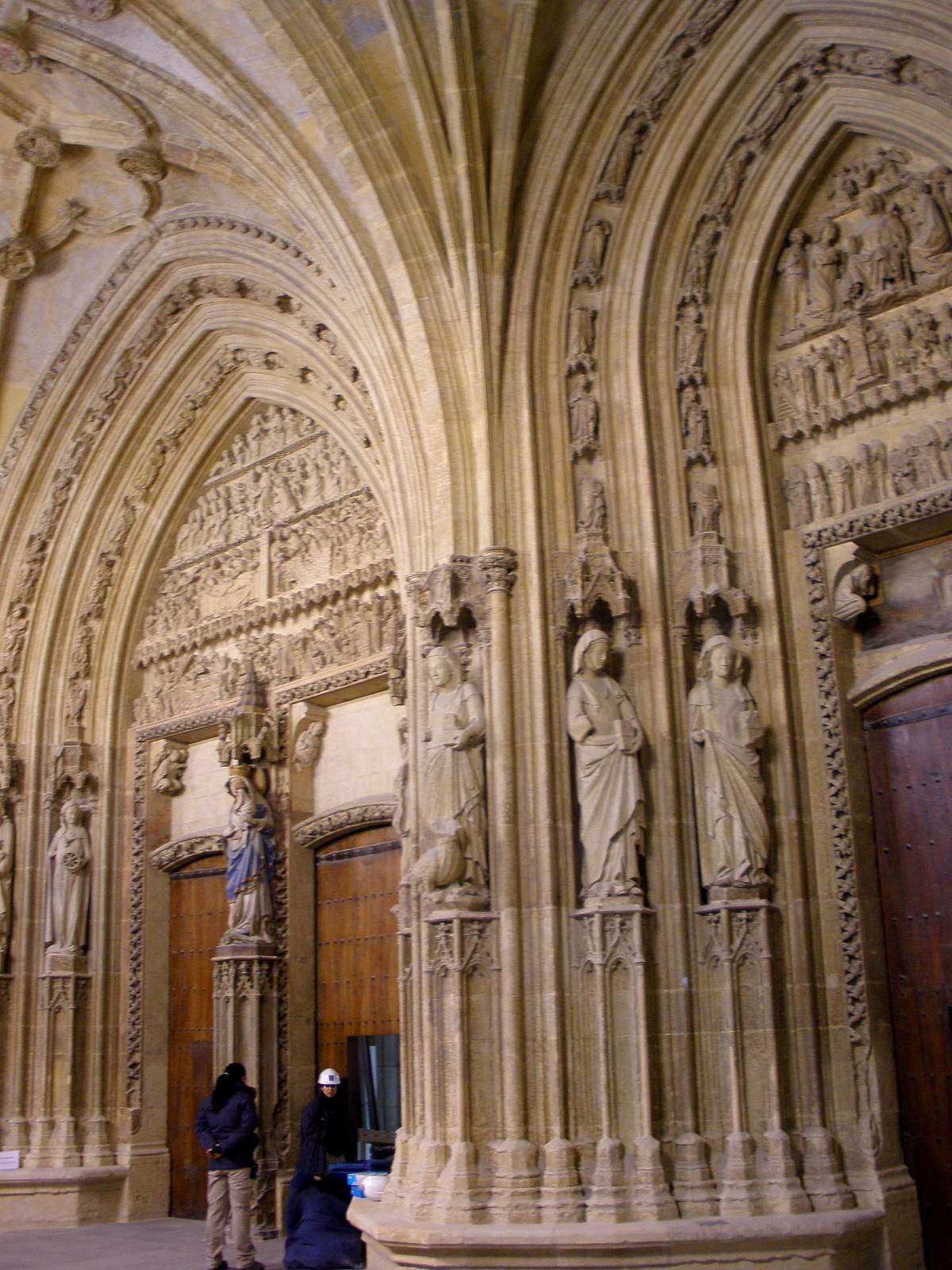
Pórtico de la catedral de Santa María de Vitoria

En los siglos XII y XIII hay un estilo de transición entre el gótico y románico, no existen edificios de estilo puro ya que necesita dos o más siglos para su conclusión. Esto puede suponer una dificultad para comprender la obra y también es difícil datar entre el XII y XIII. El edificio medieval no se concibe de manera estática sino que el modelo se modifica a lo largo del tiempo. El arquitecto que proyecta, hace y concluye la obra no es el mismo y el edificio es un ensamblamiento de diversos estilos. La arquitectura está inserta en la trama urbana. Las iglesias en planta no se destacaran de las casas pero si en alzado, en la puerta no tienen jardín como en el renacimiento. En esta época había problemas económicos para realizar las obras y por esto se tardaba mucho en construirlas, además en algunos casos se tenía que recurrir a limosnas.
Con el gótico cambia la situación teniendo enormes arquitectos. Los muros sufren cambios, pasan de gruesos a perforarse para colocar cristaleras. Los edificios aumentan su elevación. En el románico la proporción era de 1 de base por 2 de altura, en el gótico será de 1 de base por 3 de altura. Hay nuevas soluciones técnicas y constructivas. El peso de la bóveda no tiene porque descansar sobre el muro sino que las líneas de fuerza de la cubierta se pueden dirigir a unos puntos concretos que coinciden con los estribos y pilares externos. Aparecen nervios y cada vez serán más. Aparece la bóveda para transmitir el peso al suelo mediante arbotantes.

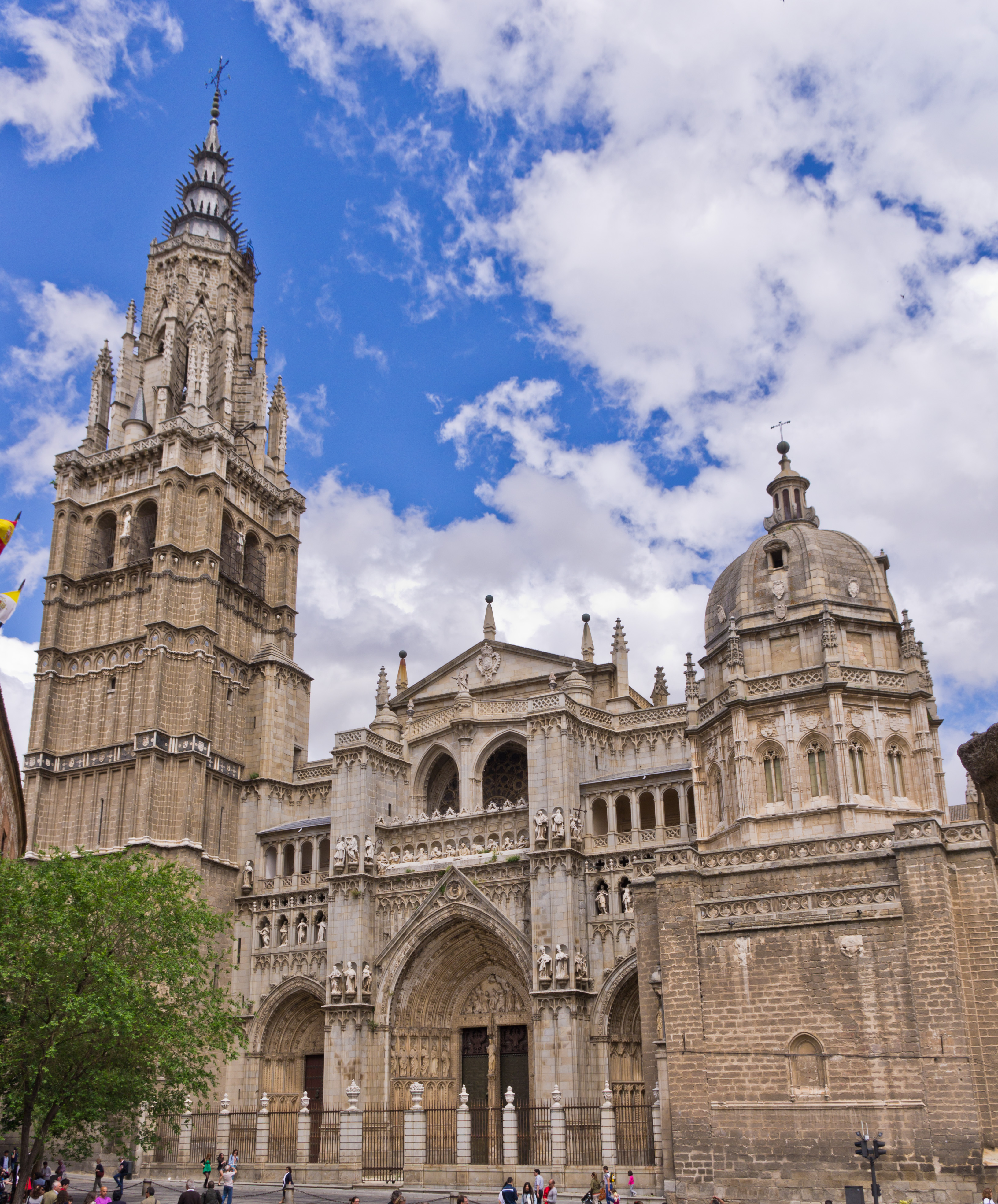
Catedral de Toledo

Estas soluciones no constituyen una innovación de la historia del arte. Se llegan a soluciones técnicas para aligerar el peso del muro materiales más ligeros. El gótico es continuación del románico y se produce un periodo de transición de estilo imperfecto que nos permite ver la evolución hasta el gótico. El germen de la evolución del gótico está en su cubierta que demanda soluciones interiores y exteriores que permiten intentar las nuevas formas del edificio y usa el arco ojival que permite más elevación de la construcción con menos presión lateral que el de medio punto por la reforma del cister este arco ojival es conocido y tiene una gran difusión. Se produce la bóveda de crucería que tiene más altura que la románica de arista.
En el gótico las líneas de fuerza están en los nervios de crucería y entre estos hay suplementos realizados en piedra ligera o ladrillo con función tectónica, se concluiría con un soporte lateral que transmite a los nervios que a su vez la transmiten verticalmente al suelo. Los arcos ojivales se cruzarían produciendo bóvedas sexpartitas, estrelladas o de abanico. En los pilares se parte del cruciforme románico y a partir del siglo XI se complica su estructura con columnas adosada, con esto se sujeta la bóveda de crucería y se multiplican los nervios de la bóveda que coinciden con las columnas. Aparecen el baquetón que coincide con el pilar de arriba abajo y posteriormente no llega al suelo. Esto condiciona la base de los pilares que van a tener una correspondencia con los nervios de la bóveda y en la base están las molduras. Esta complicación estilística determinó que desapareciese el capitel sustentado por una franja decorativa, como una moldura característica del pilar gótico. En el siglo XIV y XV estas molduras se multiplicarán formando un pilar estrellado.
Algo característico es la portada, se utiliza el arco ojival aunque hay ejemplos con arcos de medio punto decorativos. El abocinamiento continúa empleándose con más profundidad. En la decoración se prefiere lo vegetal o geométrico y también aparece lo humano (esculturas) mucho más estilizado que en el románico. Otro elemento es la hoja de cardo o cardina. A diferencia de la espiritualidad del románico las esculturas góticas son más naturalistas, y se distancian del románico.
Lo más característico va a ser la catedral con tres naves, rosetón en la fachada y el tímpano se divide en tantas partes como naves. El crucero sobresale en planta, tiene girola y capillas absidiales en la girola. En la fachada principal hay torres. Destacan los arbotantes y las gárgolas. Los ss. XIII, XIV y XV va generando pilares esbeltos y las bóvedas de crucería pasan a ser estrelladas. Aparecen las grandes vidrieras y los flamígeros.
En escultura se abandonan los temas de terror y son más humanos y realistas inspirados en nuevos temas también religiosos. Ya no se ve la Virgen María como trono de dios es mucho más humana, enseña a su hijo. Hay escultura adosada a portadas y capiteles, en retablos donde se compagina escultura con pintura. También esta la escultura funeraria, exenta o adosada, el mayor lujo de los enterramientos es cuando se dan debajo del cimborrio y también cuanto más cerca del altar.

## Arte renacentista en España

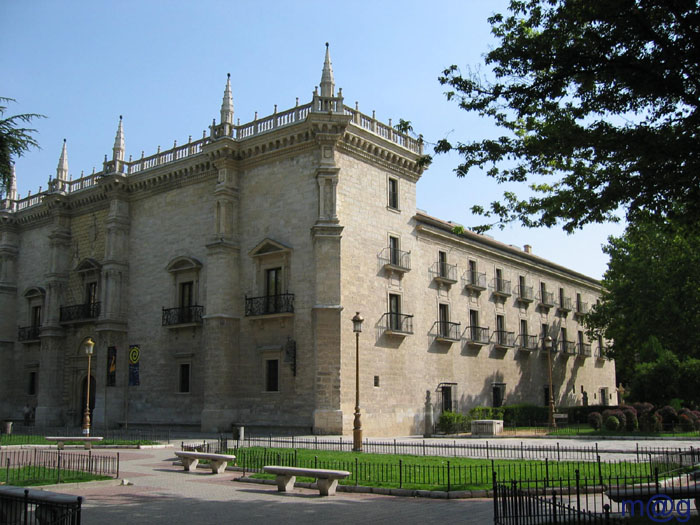
Colegio de Santa Cruz, actual rectorado de la Universidad de Valladolid

El término Renacimiento tradicionalmente ha englobado varios estilos que ahora ya podemos considerar independientes como el gótico hispano-flamenco o final. El plateresco solo es un arte que trabaja en la decoración, no un estilo independiente. El arte renacentista español es un híbrido de mucho estilos que no seguirá al clasicismo italiano. Es un siglo de indefinición en el arte. El arte clásico estaba imbuido por el antropocentrismo, por tanto, el renacimiento se identificaba con esa forma de pensar e imitaba ese arte. En España hubo condiciones favorables para el desarrollo del renacimiento pero aún existía mucho conservadurismo por parte de la iglesia y la nobleza que mantenían el gótico. Un ejemplo sería el colegio de Santa Cruz de Valladolid, en clave gótico y con elementos renacentistas. A esta mezcolanza se le llamaría protorrenacimiento español.
Esto implicó una libertad en el artista (que no se organizaba en gremios) que estaba protegido por el mecenas, a la vez, se dio una exaltación de la gloria del mecenas. Otro precepto es el coleccionismo que implica una predilección por buscar la belleza. El mecenazgo llegó a España por la Corona de Aragón (reino de Nápoles) y por la diplomacia nobiliaria con Italia y la Santa Sede. El arte está al servicio del poder coincide con el comienzo de las monarquías autoritarias en detrimento de los señores feudales. Se da un sentido neoplatónico que es el culto a la belleza que emana de Dios.
Los artistas españoles serán muy influenciados del arte italiano. A finales del siglo XIV se encuentran los libros de Vitrubio, serán los cánones de construcción en el renacimiento. El codex Valencianus es un tratado de arquitectura basado en Vitrubio, será el que más influyó en España. Se encuentra la Domus Aurea de Nerón que dará el concepto de grutesco al renacimiento. Antes de la llegada a España del Renacimiento se dio un movimiento protorrenacentista y más tarde llegaría el renacimento a manos de la familia de los Mendoza.

### Protorrenacimiento

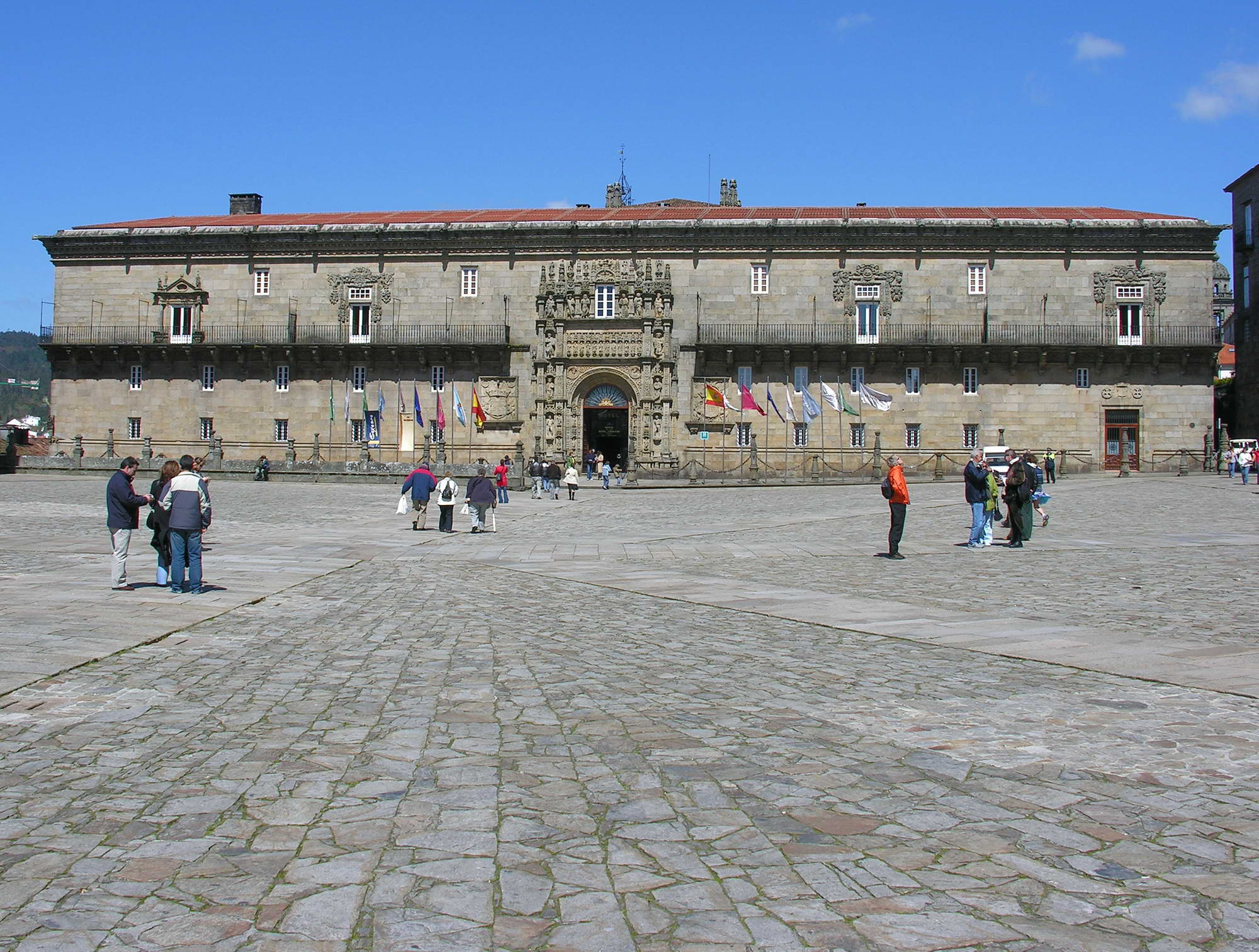
Hospital de Santiago de Compostela

Algunos atisbos del renacimiento llegaron a edificios como el hospital de Santiago de Compostela, el colegio de Santa Cruz de Valladolid (de origen gótico pero de decoración renacentista); la fachada de la Universidad de Salamanca (arquitectónicamente protorrenacentista y de decoración plateresca) y la sala capitular de la Catedral de Toledo (de estilo Cisneros).
A su vez en la época de Isabel I de Castilla se produjo una reforma urbanística y sanitaria que se tradujo en la construcción de hospitales y otros edificios al servicio de los súbditos con la pretensión modernizar las antiguas ciudades medievales. Destacan el Hospital de Santiago de Compostela, el de Granada y el hospital de Santa Cruz de Toledo.

### Llegada del renacimiento
El renacimiento llega a España a manos de la familia de Mendoza que se hallaba en Guadalajara. Gonzálo Yáñez de Mendoza, que es un humanista inserto en el arte gótico, manda construir el colegio de San Gregorio de Valladolid.
La llegada del emperador traumatiza a la sociedad española. Hombre de gran sensibilidad con preceptos como Erasmo de Róterdam o Adriano de Utrecht. Influirá decisivamente en la plástica española. Doble perspectiva del emperador, obsesión de la universitas y España como centro de todo y otra visión como hombre de arte y letras.
Carlos I hará una renovación del lenguaje artístico en esta segunda mitad del siglo, traerá múltiples autores de Italia. Desde los años 40 del siglo XVI la política arquitectónica se delega en Felipe II, príncipe de momento. Para crear la nueva imagen de ciudad acorde con el emperador y el humanismo se decide a modificar los alcázares medievales. Preocupación por la renovación de la vivienda del emperador.
En 1537 nombra a Alonso de Covarrubias y Luis de Vega arquitectos de las obras reales. Ellos van a remodelar los alcázares de Sevilla, cambian el patio enormemente. La gran obra se lleva a cabo en Granada, la casa del César en occidente.

## Arte contemporáneo en España

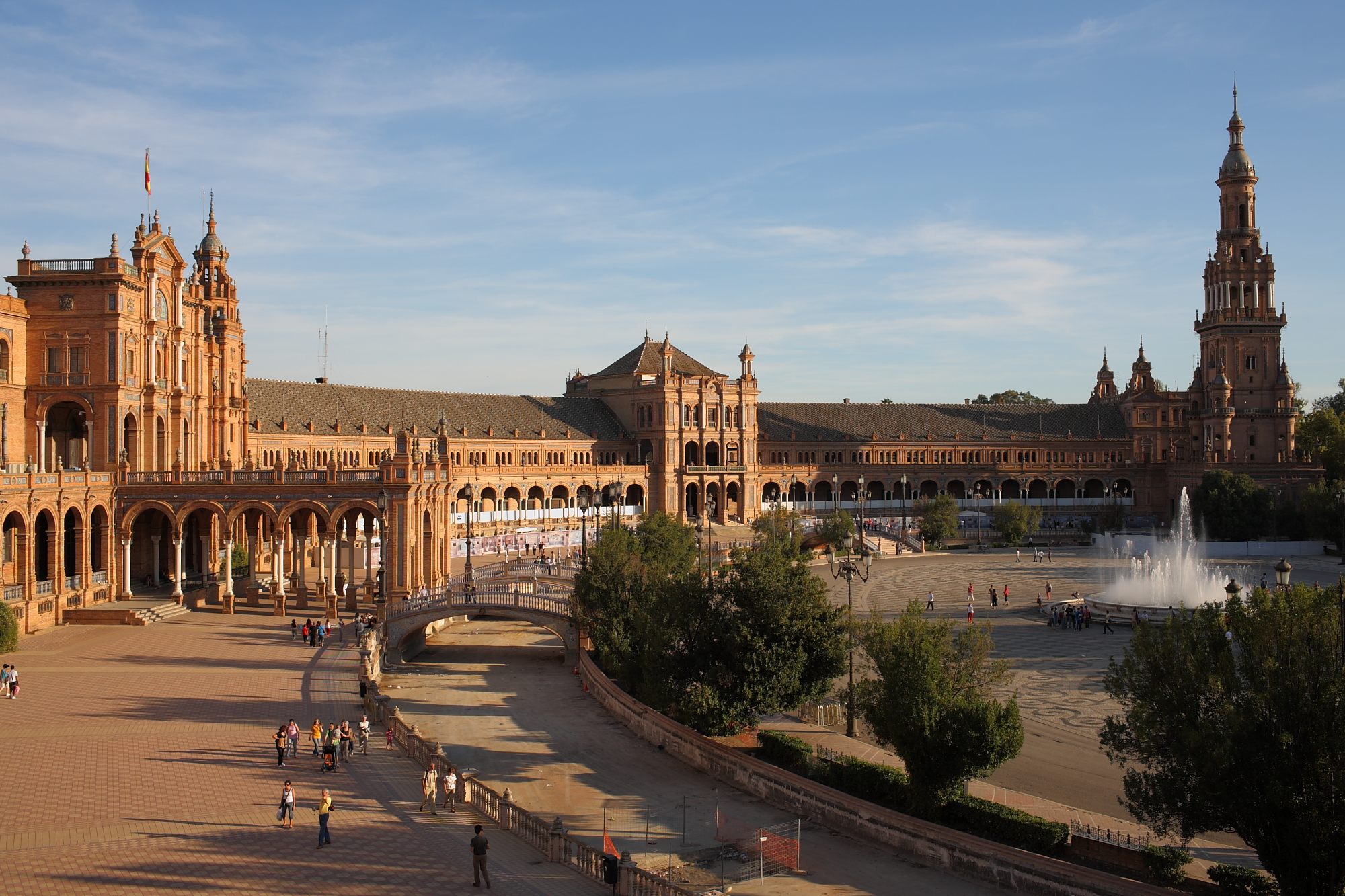
La plaza de España, en Sevilla

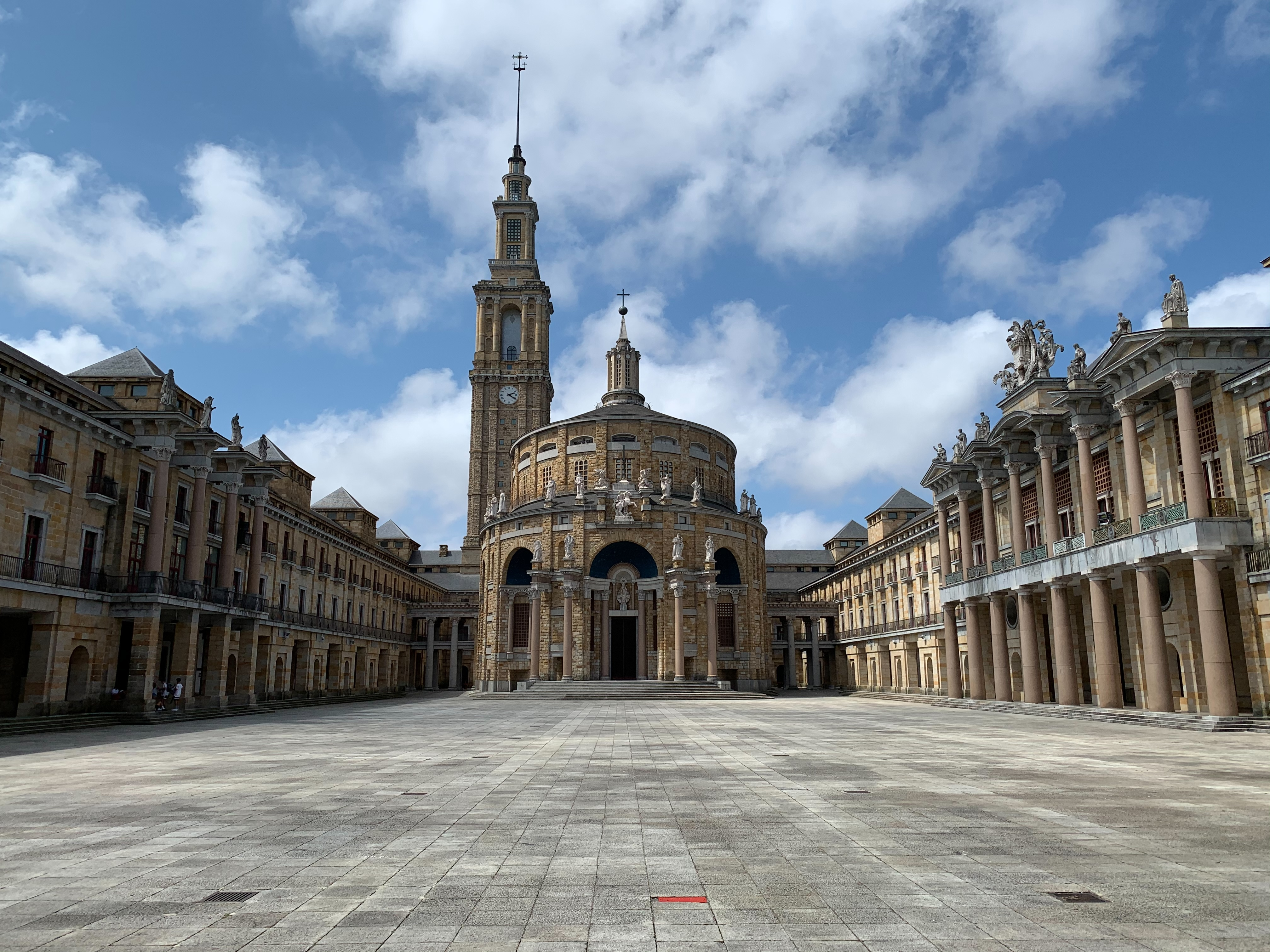
Patio y torre de la Universidad Laboral, en Gijón, el edificio civil más grande de España.

A pesar de la gran figura de Goya, la pintura española del siglo XIX se caracterizó por la continuidad del academicismo (Vicente López, los Madrazo), siendo la pintura de historia el género más reconocido institucionalmente, y su mayor premio, la estancia en la Academia de España en Roma.
En la segunda mitad del siglo XIX, los pintores Mariano Fortuny o Joaquín Sorolla se acercaron a la ruptura impresionista, mientras que en escultura, destaca Mariano Benlliure. En arquitectura, tras estilos historicistas como el neomudéjar, es el eclecticismo quien preside el cambio de siglo y el modernismo catalán quien realiza las aportaciones más avanzadas, especialmente a través de Gaudí. En el urbanismo, hay que mencionar el Plan Cerdá y la Ciudad Lineal.
El primer tercio del siglo XX ha sido denominado Edad de Plata de las letras y ciencias españolas, aunque los artistas más reconocidos, como Pablo Ruiz Picasso, Julio González, Juan Gris, Joan Miró y Salvador Dalí, produjeron su obra en el París de las vanguardias. En el propio país triunfaron Julio Romero de Torres o Ignacio Zuloaga y la arquitectura recibió el impacto del movimiento moderno a través del GATEPAC.
En la posguerra, los tebeos se convierten en el medio más popular del país. Un vena satírica puede rastrearse tanto en la Escuela Bruguera, como en las películas firmadas por Berlanga, mientras que otros cineastas como Buñuel trabajan en el exilio. En un terreno más vanguardista, hay que mencionar a los artistas Chillida, Pablo Serrano, Sáenz de Oíza o Tàpies, mientras que en el oficial triunfa una arquitectura neoherreriana (Valle de los Caídos) y películas históricas como las de CIFESA. Antonio Gades recupera el baile flamenco.
La muerte de Franco acabó con la censura, y dio lugar a un crecimiento cultural explosivo en algunas artes, especialmente en las audiovisuales y gráficas, como el cómic y el diseño, con fenómenos como el de Pedro Almodóvar, y el destape. Por otra parte, etiquetas como arte conceptual, postmodernidad o deconstrucción se han extendido a todo tipo de medios: Instalaciones, videoarte, ciberarte e incluso la gastronomía (Ferran Adrià). Gozan, igual que el cine, de un gran apoyo, tanto público como privado (ARCO, Guggenheim Bilbao, Premios Goya, etc.). Arquitectos como Santiago Calatrava y bailarines como Nacho Duato alcanzan proyección internacional, y se imponen nuevas formas de ocio, como los videojuegos.

## Disciplinas artísticas
- Arquitectura
- Artesanía
- Artes gráficas
- Cinematografía
- Danza de España
- Escultura
- Fotografía
- Historieta
- Literatura
- Música
- Pintura
- Teatro
- Tauromaquia

## Museos de arte
- Museo del Prado (Madrid).
- Museo Reina Sofía (Madrid).
- Museo Nacional de Arte de Cataluña (Barcelona).
- Museo Guggenheim de Bilbao.
- Museo ARTIUM de Vitoria.
- Instituto Valenciano de Arte Moderno (Valencia).
- Museo Pablo Serrano (Zaragoza).
- Tenerife Espacio de las Artes de (Tenerife)
- Centro José Guerrero. Museo de Arte Contemporáneo. Granada.
- CAAM. Centro Atlántico de Arte Moderno. Gran Canaria.
- Colección Caixanova (muestra permanente en Vigo).
- Museo Arqueológico Nacional (España).
- Mediateca espacio de Media Art
- Centro Cultural Internacional Oscar Niemeyer en Asturias

## Patrimonios de la Humanidad en España

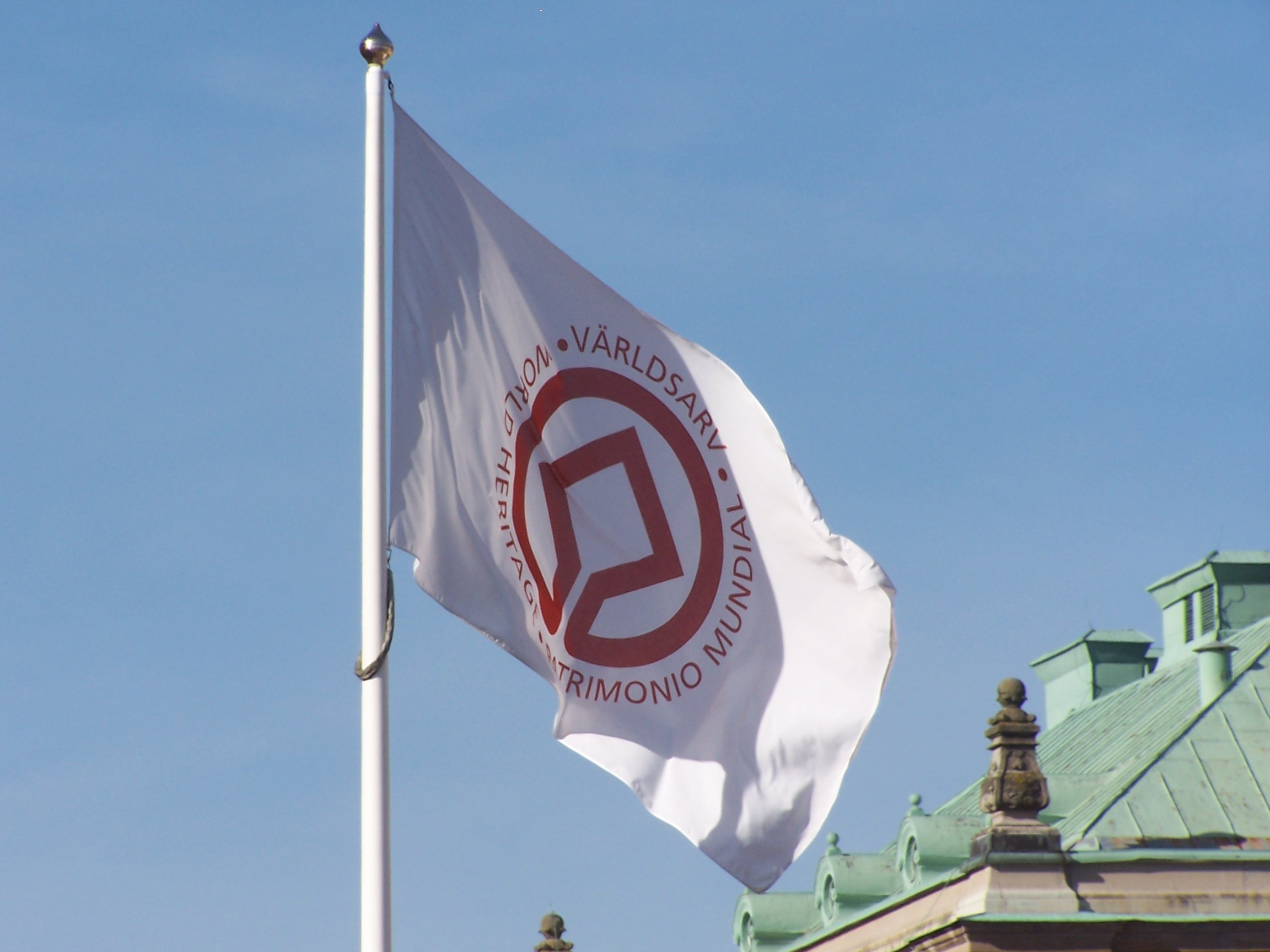
Bandera del Patrimonio de la Humanidad de la UNESCO

La Unesco ha incluido como bienes del Patrimonio de la Humanidad las siguientes obras y conjuntos histórico-artísticos españoles, ordenados por el año de su declaración como tales:

### Obras
- 1984 Parque Güell, Palau Güell y Casa Milà en Barcelona (España).
- 1984 Monasterio y Sitio del Escorial, Madrid (España).
- 1984 Catedral de Burgos.
- 1984 La Alhambra, Generalife y Albaicín, Granada (España).
- 1985 Cueva de Altamira en Cantabria.
- 1987 Catedral, Alcázar y Archivo de Indias de Sevilla (España).
- 1991 Monasterio de Poblet.
- 1993 El Real Monasterio de Santa María de Guadalupe.
- 1996 La Lonja de la seda de Valencia (Valencia).
- 1997 Palacio de la Música Catalana y Hospital de San Pablo, en Barcelona (España).
- 1997 Monasterios de San Millán de Yuso y de Suso.
- 1998 Universidad y recinto histórico de Alcalá de Henares.
- 2000 Muralla romana de Lugo (España).

### Conjuntos
- 1984 Centro histórico de Córdoba (España).
- 1985 Monumentos de Oviedo y del reino de Asturias.
- 1985 Ciudad vieja de Segovia (España) y su Acueducto de Segovia.
- 1985 Ciudad vieja de Santiago de Compostela (La Coruña).
- 1985 Ciudad vieja de Ávila (España) e iglesias extra-muros.
- 1986, 2001 Arquitectura mudéjar de Aragón.
- 1986 Ciudad vieja de Cáceres.
- 1986 Ciudad histórica de Toledo (España).
- 1988 Ciudad vieja de Salamanca.
- 1993 Conjunto arqueológico de Mérida (España).
- 1993 El Camino de Santiago de Compostela.
- 1998 Arte rupestre del Arco Mediterráneo de la península ibérica
- 1996 Ciudad histórica fortificada de Cuenca (España).
- 2000 Conjunto arqueológico de Tarragona (Tarragona) e Iglesias románicas del Valle de Boí.
- 2001 Paisaje cultural de Aranjuez.
- 2003 Ciudades de Baeza y Úbeda.